# Маклауд, Норман Аласдер
Норман Аласдер Маклауд (Маклеод, англ. Norman Alasdair Macleod; 6.12.1927, Глазго, Шотландия — 2.10.1991, Росс-он-Уай, Англия) — шотландский, британский шахматист и шахматный композитор. Международный арбитр (1980), международный гроссмейстер (1993 †) по шахматной композиции.

## Биография
Норман Аласдер Маклауд родился 6 декабря 1927 года в Глазго в семье Мердока и Мери Маклауд. Его отец был главой Скерри-колледжа (англ. Skerry's College). Брат Иан (англ. Iain Macleod) был моложе на 3 года, он с первых и фактически до последних дней сопровождал Нормана в разнообразных увлечениях и занятиях. Норман посещал High School of Glasgow, где, обладая феноменальной памятью, у него не было трудностей с усвоением учебного материала и где он достиг высокого уровня компетентности во многих областях деятельности. Кульминацией его школьных успехов была успешная сдача семи экзаменационных предметов (англ. «highers») в пятый, последний год обучения в средней школе. Позже, наряду с отличной памятью, Маклауд отличался также крайней рассеянностью.
После школы поступил в Университет Глазго и начал изучать математику, естествознание и актуарные науки (область страхования). Это был период недостатка в мотивации и, хотя Норман успешно сдавал экзамены, он намного больше времени проводил в снукерных салонах и других местах развлечений. Из-за угрозы отчисления за плохую посещаемость после двух лет обучения Мердок Маклауд решил забрать сына из университета и определил его на военную службу в королевский Корпус армейского образования (англ. Royal Army Educational Corps), где Норман достиг звания сержанта. Позже Мердок нашёл сыну должность в Министерстве национального страхования (англ. Ministry of National Insurance), однако для Нормана сбор страховых взносов с фермеров отдалённых районов оказался весьма неприятным занятием.
Окончательно Маклауд определился с профессией, когда К. Х. О’Д. Александер,
один из ведущих британских шахматистов, математик и ветеран криптоанализа из Блетчли-парка, предложил ему работу в Центре правительственной связи (англ. Government Communications Headquarters, GCHQ). С 1952 года Центр располагался в Челтнеме. Маклауд был дважды в командировках в США, в британском посольстве в Вашингтоне, — первый раз с 1953 по 1957 год, затем в начале 1960-х. О деталях работы Маклауда известно немного, предположительно она была связана с техническими исследованиями и развитием компьютерных технологий. Маклауд вышел на пенсию в 1983 году, в возрасте 56 лет.

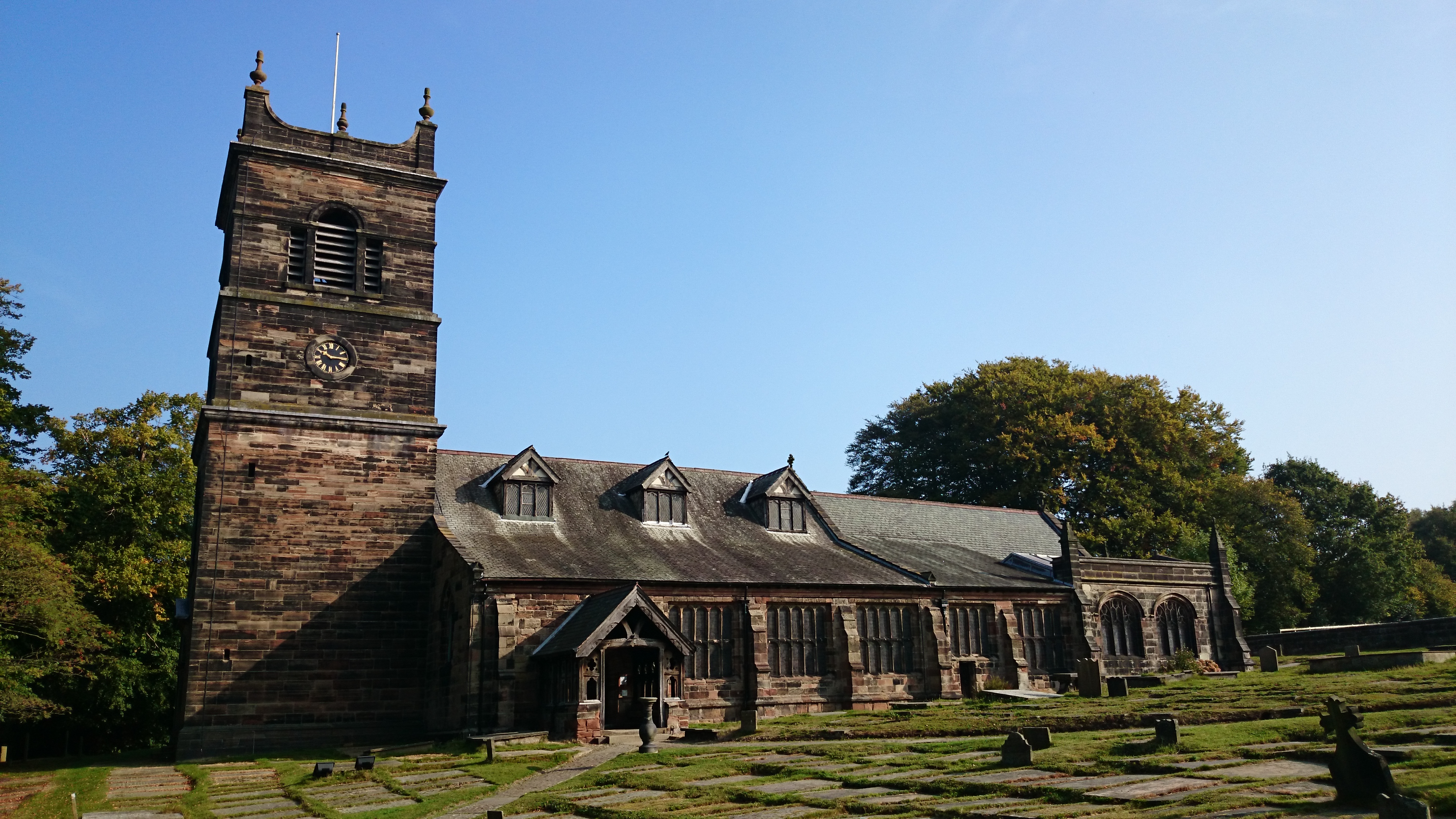
Церковь Св. Марии в Ростерне, где сочетались браком Норман и Дафна Маклеод

Норман повстречал Дафну Мэйнз (англ. Daphne Gregory Maines) в 1954 году в Вашингтоне, где она также служила в британском посольстве. Они сочетались браком 24 октября 1956 года в церкви Св. Марии (англ. St Mary's Church) в Ростерне (англ. Rostherne), Восточный Чешир, неподалёку от Тимперли (англ. Timperley), где жила семья Дафны. В 1957 году появилась на свет их первая дочь по имени Фиона (англ. Fiona), а в 1961 году — вторая дочь по имени Хизер (англ. Heather). Обе дочери замужем. В браке Фионы и Дэвида Иона (англ. David Ion) родились трое дочерей, в семье Хизер и Джона Паррота (англ. John Parrott) — дочь и двое сыновей.
Спектр увлечений Маклауда был весьма широк. Кроме шахмат, шахматной композиции и шахматного программирования, организационной и издательской деятельности, он интересовался музыкой и фотографией, пивоварением и виноделием, рыбной ловлей и ходьбой под парусом, участвовал в инвестиционном клубе и, совместно с братом Ианом, небезуспешно занимался ставками на скачках. Со школьных лет был дружен с фокусником Тамом Шефердом (англ. Tam Shepherd), имевшим магазин своего имени (англ. Tam Shepherds Trick Shop) на Куин-стрит в Глазго, и присоединился к британскому обществу иллюзионистов «Магический круг» (англ. The Magic Circle) ещё прежде, чем покинул школу. Фокусы, а также гольф, прогулки на лошадях и многие другие увлечения, оставались среди его интересов и хобби на протяжении всей жизни. В начале 1970-х Норман (по рекомендации брата Дафны Ноэля) вступил в челтнемскую масонскую ложу, где впоследствии был избран Досточтимым Мастером. Они с Дафной регулярно посещали художественные выставки, музыкальные лекции и концерты, были патронами Баховского хора в Челтнеме.

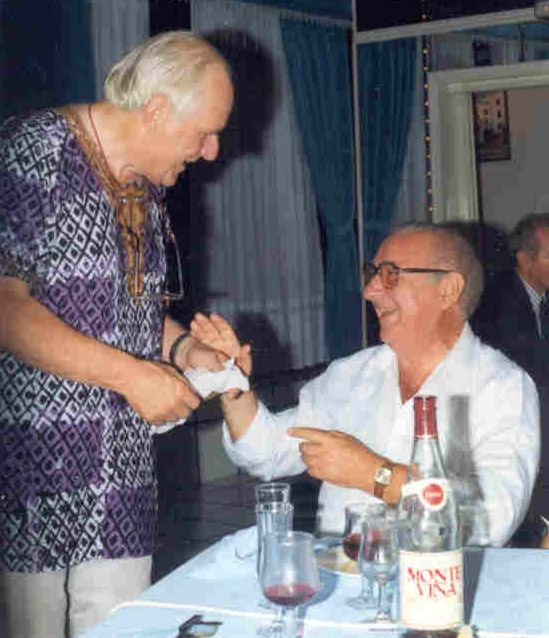
Норман Маклауд (слева) и Вирон Заппас на конгрессе PCCC в Бенидорме, 1990

После выхода на пенсию семья Маклауда жила в Херефордшире, в фамильном доме Маунт Плезант (англ. Mount Pleasant) в мирной сельской местности Ли Бейли (англ. Lea Bailey) вблизи Росс-он-Уай. Здесь к его увлечениям добавилось пчеловодство. Из-за своей работы в Центре правительственной связи Маклауд в течение нескольких лет после выхода на пенсию не мог выезжать в восточноевропейские страны Варшавского договора. Уже будучи серьёзно больным, летом 1990 года Норман Маклауд принимал участие в конгрессе Постоянной комиссии ФИДЕ по шахматной композиции в Бенидорме, возглавляя как обычно британскую команду решателей на чемпионате мира. В ноябре 1990 года перенёс онкологическую операцию по поводу удаления опухоли пищевода в Уиттингтонском госпитале (англ. Whittington Hospital) в Лондоне. Во время поправки его навестило множество шахматных друзей, которые были оптимистично настроены и надеялись если не на полное выздоровление, то на улучшение, позволявшее прожить ещё долгую активную жизнь. Однако надеждам было не суждено сбыться. Хоть операция была провозглашена успешной, болезнь вскоре вернулась, поразив другие органы, включая позвоночник. Ко времени заседания Британского союза проблемистов (англ. British Chess Problem Society, BCPS) в марте 1991 года в Кембридже Норман Маклауд был уже серьёзно нездоров, и ему с Дафной было выделено специально подогреваемое помещение-лазарет. Он принимал участие во всех событиях того заседания, хотя соревнованием решателей ему приходилось управлять находясь в постели. Болезнь прогрессировала, и он вскоре потерял способность передвигаться самостоятельно. Пройдя курс радиотерапии в Челтнеме, Норман Маклауд был перемещён в госпиталь имени Дилке (англ. Dilke Memorial Hospital) в Лесу Дина (англ. Forest of Dean) — в спокойной и красивой местности рядом с Глостером, — где проходил курс лечения в течение трёх недель. По возвращении домой, семья помогала ему с помощью специального подъёмника перемещаться между кроватью и инвалидным креслом, что позволяло отправляться на редкие прогулки. Норман Маклауд скончался 2 октября 1991 года в присутствии всей своей семьи.

## Шахматная карьера
В 1983 году в автобиографическом примечании к книге British Chess Маклауд писал, что научился играть в шахматы в 12 лет, по детской энциклопедии. Позже, обучая игре своего младшего брата Иана, они вместе придумывали новые правила — по-настоящему сказочные шахматы. Начало его небезуспешной шахматной карьеры пришлось на школьные годы. Он был постоянным чемпионом школьного шахматного клуба, в 1944 году в последний год учёбы стал председателем клуба.
Маклауд регулярно посещал шахматный клуб Глазго, который находился рядом со школой. Здесь он быстро начал прогрессировать под руководством таких учителей, как Д. Мак-Айзек (англ. D. McIsaac), шахматный журналист из Глазго Геральд (англ. The Glasgow Herald), и У. Фэрхёрст, колосс шотландских шахмат. Здесь же Норман познакомился с К. Мэнсфилдом, выдающимся британским проблемистом, тоже членом клуба Глазго. Их первая встреча произошла за доской, Маклауд в British Chess писал: «В тот момент я не понимал, что мой соперник один из величайших шахматных композиторов мира, знал лишь, что играю против очень искусного и опасного оппонента». О том, что Мэнсфилд был проблемистом, Норман позже узнал из книги Б. Харли «Мат в два хода» — книги, после прочтения которой он навсегда увлёкся шахматной композицией.
Впоследствии Маклауд был чемпионом клуба Глазго. В 1953 году играл в представительном международном турнире в Глазго, где финишировал с невысоким для себя результатом 2½ из 7. С 1951 года принимал участие в чемпионатах Шотландии — в 1951 году 5-е место (3½ из 7), в 1952 году 2-е место (6 из 9), в 1953 году разделил 2—3 места (5 из 8), в 1957 году разделил 2—4 места (6½ из 8), в 1959 году 2-е место (4½). В чемпионатах 1952, 1953 и 1957 годов Норман в финальной таблице каждый раз оказывался ниже Д. Айткена, который в годы Второй мировой войны работал вместе с К. Х. О’Д. Александером в Блетчли, а после войны — в Центре правительственной связи, где позже работал и Маклауд.
По признанию самого Маклауда, вершиной его шахматной карьеры было участие в 1958 году в шахматной Олимпиаде в Мюнхене. Выступая за команду Шотландии, он набрал на 3-й доске 7 из 16 очков (Фэрхёрст играл на 1-й доске, Айткен — на 2-й). В 1964 году во время одной из своих командировок в США стал чемпионом штата Мэриленд по шахматам.

### Избранные партии Н. Маклауда
|   | a | b | c | d | e | f | g | h |   |
| - | --- | --- | --- | --- | --- | --- | --- | --- | - |
| 8 | a8 чёрная ладья · d8 чёрный ферзь · f8 чёрная ладья · g8 чёрный король · e7 чёрная пешка · g7 чёрный слон · d6 чёрная пешка · f6 чёрный конь · g6 чёрная пешка · h6 чёрная пешка · a5 чёрная пешка · d5 белая пешка · b4 чёрная пешка · d4 белый слон · g4 белая пешка · f3 белая пешка · a2 белая пешка · b2 белая пешка · c2 белая пешка · d2 белый ферзь · b1 белый король · d1 белая ладья · f1 белый слон · h1 белая ладья | a8 чёрная ладья · d8 чёрный ферзь · f8 чёрная ладья · g8 чёрный король · e7 чёрная пешка · g7 чёрный слон · d6 чёрная пешка · f6 чёрный конь · g6 чёрная пешка · h6 чёрная пешка · a5 чёрная пешка · d5 белая пешка · b4 чёрная пешка · d4 белый слон · g4 белая пешка · f3 белая пешка · a2 белая пешка · b2 белая пешка · c2 белая пешка · d2 белый ферзь · b1 белый король · d1 белая ладья · f1 белый слон · h1 белая ладья | a8 чёрная ладья · d8 чёрный ферзь · f8 чёрная ладья · g8 чёрный король · e7 чёрная пешка · g7 чёрный слон · d6 чёрная пешка · f6 чёрный конь · g6 чёрная пешка · h6 чёрная пешка · a5 чёрная пешка · d5 белая пешка · b4 чёрная пешка · d4 белый слон · g4 белая пешка · f3 белая пешка · a2 белая пешка · b2 белая пешка · c2 белая пешка · d2 белый ферзь · b1 белый король · d1 белая ладья · f1 белый слон · h1 белая ладья | a8 чёрная ладья · d8 чёрный ферзь · f8 чёрная ладья · g8 чёрный король · e7 чёрная пешка · g7 чёрный слон · d6 чёрная пешка · f6 чёрный конь · g6 чёрная пешка · h6 чёрная пешка · a5 чёрная пешка · d5 белая пешка · b4 чёрная пешка · d4 белый слон · g4 белая пешка · f3 белая пешка · a2 белая пешка · b2 белая пешка · c2 белая пешка · d2 белый ферзь · b1 белый король · d1 белая ладья · f1 белый слон · h1 белая ладья | a8 чёрная ладья · d8 чёрный ферзь · f8 чёрная ладья · g8 чёрный король · e7 чёрная пешка · g7 чёрный слон · d6 чёрная пешка · f6 чёрный конь · g6 чёрная пешка · h6 чёрная пешка · a5 чёрная пешка · d5 белая пешка · b4 чёрная пешка · d4 белый слон · g4 белая пешка · f3 белая пешка · a2 белая пешка · b2 белая пешка · c2 белая пешка · d2 белый ферзь · b1 белый король · d1 белая ладья · f1 белый слон · h1 белая ладья | a8 чёрная ладья · d8 чёрный ферзь · f8 чёрная ладья · g8 чёрный король · e7 чёрная пешка · g7 чёрный слон · d6 чёрная пешка · f6 чёрный конь · g6 чёрная пешка · h6 чёрная пешка · a5 чёрная пешка · d5 белая пешка · b4 чёрная пешка · d4 белый слон · g4 белая пешка · f3 белая пешка · a2 белая пешка · b2 белая пешка · c2 белая пешка · d2 белый ферзь · b1 белый король · d1 белая ладья · f1 белый слон · h1 белая ладья | a8 чёрная ладья · d8 чёрный ферзь · f8 чёрная ладья · g8 чёрный король · e7 чёрная пешка · g7 чёрный слон · d6 чёрная пешка · f6 чёрный конь · g6 чёрная пешка · h6 чёрная пешка · a5 чёрная пешка · d5 белая пешка · b4 чёрная пешка · d4 белый слон · g4 белая пешка · f3 белая пешка · a2 белая пешка · b2 белая пешка · c2 белая пешка · d2 белый ферзь · b1 белый король · d1 белая ладья · f1 белый слон · h1 белая ладья | a8 чёрная ладья · d8 чёрный ферзь · f8 чёрная ладья · g8 чёрный король · e7 чёрная пешка · g7 чёрный слон · d6 чёрная пешка · f6 чёрный конь · g6 чёрная пешка · h6 чёрная пешка · a5 чёрная пешка · d5 белая пешка · b4 чёрная пешка · d4 белый слон · g4 белая пешка · f3 белая пешка · a2 белая пешка · b2 белая пешка · c2 белая пешка · d2 белый ферзь · b1 белый король · d1 белая ладья · f1 белый слон · h1 белая ладья | 8 |
| 7 | a8 чёрная ладья · d8 чёрный ферзь · f8 чёрная ладья · g8 чёрный король · e7 чёрная пешка · g7 чёрный слон · d6 чёрная пешка · f6 чёрный конь · g6 чёрная пешка · h6 чёрная пешка · a5 чёрная пешка · d5 белая пешка · b4 чёрная пешка · d4 белый слон · g4 белая пешка · f3 белая пешка · a2 белая пешка · b2 белая пешка · c2 белая пешка · d2 белый ферзь · b1 белый король · d1 белая ладья · f1 белый слон · h1 белая ладья | a8 чёрная ладья · d8 чёрный ферзь · f8 чёрная ладья · g8 чёрный король · e7 чёрная пешка · g7 чёрный слон · d6 чёрная пешка · f6 чёрный конь · g6 чёрная пешка · h6 чёрная пешка · a5 чёрная пешка · d5 белая пешка · b4 чёрная пешка · d4 белый слон · g4 белая пешка · f3 белая пешка · a2 белая пешка · b2 белая пешка · c2 белая пешка · d2 белый ферзь · b1 белый король · d1 белая ладья · f1 белый слон · h1 белая ладья | a8 чёрная ладья · d8 чёрный ферзь · f8 чёрная ладья · g8 чёрный король · e7 чёрная пешка · g7 чёрный слон · d6 чёрная пешка · f6 чёрный конь · g6 чёрная пешка · h6 чёрная пешка · a5 чёрная пешка · d5 белая пешка · b4 чёрная пешка · d4 белый слон · g4 белая пешка · f3 белая пешка · a2 белая пешка · b2 белая пешка · c2 белая пешка · d2 белый ферзь · b1 белый король · d1 белая ладья · f1 белый слон · h1 белая ладья | a8 чёрная ладья · d8 чёрный ферзь · f8 чёрная ладья · g8 чёрный король · e7 чёрная пешка · g7 чёрный слон · d6 чёрная пешка · f6 чёрный конь · g6 чёрная пешка · h6 чёрная пешка · a5 чёрная пешка · d5 белая пешка · b4 чёрная пешка · d4 белый слон · g4 белая пешка · f3 белая пешка · a2 белая пешка · b2 белая пешка · c2 белая пешка · d2 белый ферзь · b1 белый король · d1 белая ладья · f1 белый слон · h1 белая ладья | a8 чёрная ладья · d8 чёрный ферзь · f8 чёрная ладья · g8 чёрный король · e7 чёрная пешка · g7 чёрный слон · d6 чёрная пешка · f6 чёрный конь · g6 чёрная пешка · h6 чёрная пешка · a5 чёрная пешка · d5 белая пешка · b4 чёрная пешка · d4 белый слон · g4 белая пешка · f3 белая пешка · a2 белая пешка · b2 белая пешка · c2 белая пешка · d2 белый ферзь · b1 белый король · d1 белая ладья · f1 белый слон · h1 белая ладья | a8 чёрная ладья · d8 чёрный ферзь · f8 чёрная ладья · g8 чёрный король · e7 чёрная пешка · g7 чёрный слон · d6 чёрная пешка · f6 чёрный конь · g6 чёрная пешка · h6 чёрная пешка · a5 чёрная пешка · d5 белая пешка · b4 чёрная пешка · d4 белый слон · g4 белая пешка · f3 белая пешка · a2 белая пешка · b2 белая пешка · c2 белая пешка · d2 белый ферзь · b1 белый король · d1 белая ладья · f1 белый слон · h1 белая ладья | a8 чёрная ладья · d8 чёрный ферзь · f8 чёрная ладья · g8 чёрный король · e7 чёрная пешка · g7 чёрный слон · d6 чёрная пешка · f6 чёрный конь · g6 чёрная пешка · h6 чёрная пешка · a5 чёрная пешка · d5 белая пешка · b4 чёрная пешка · d4 белый слон · g4 белая пешка · f3 белая пешка · a2 белая пешка · b2 белая пешка · c2 белая пешка · d2 белый ферзь · b1 белый король · d1 белая ладья · f1 белый слон · h1 белая ладья | a8 чёрная ладья · d8 чёрный ферзь · f8 чёрная ладья · g8 чёрный король · e7 чёрная пешка · g7 чёрный слон · d6 чёрная пешка · f6 чёрный конь · g6 чёрная пешка · h6 чёрная пешка · a5 чёрная пешка · d5 белая пешка · b4 чёрная пешка · d4 белый слон · g4 белая пешка · f3 белая пешка · a2 белая пешка · b2 белая пешка · c2 белая пешка · d2 белый ферзь · b1 белый король · d1 белая ладья · f1 белый слон · h1 белая ладья | 7 |
| 6 | a8 чёрная ладья · d8 чёрный ферзь · f8 чёрная ладья · g8 чёрный король · e7 чёрная пешка · g7 чёрный слон · d6 чёрная пешка · f6 чёрный конь · g6 чёрная пешка · h6 чёрная пешка · a5 чёрная пешка · d5 белая пешка · b4 чёрная пешка · d4 белый слон · g4 белая пешка · f3 белая пешка · a2 белая пешка · b2 белая пешка · c2 белая пешка · d2 белый ферзь · b1 белый король · d1 белая ладья · f1 белый слон · h1 белая ладья | a8 чёрная ладья · d8 чёрный ферзь · f8 чёрная ладья · g8 чёрный король · e7 чёрная пешка · g7 чёрный слон · d6 чёрная пешка · f6 чёрный конь · g6 чёрная пешка · h6 чёрная пешка · a5 чёрная пешка · d5 белая пешка · b4 чёрная пешка · d4 белый слон · g4 белая пешка · f3 белая пешка · a2 белая пешка · b2 белая пешка · c2 белая пешка · d2 белый ферзь · b1 белый король · d1 белая ладья · f1 белый слон · h1 белая ладья | a8 чёрная ладья · d8 чёрный ферзь · f8 чёрная ладья · g8 чёрный король · e7 чёрная пешка · g7 чёрный слон · d6 чёрная пешка · f6 чёрный конь · g6 чёрная пешка · h6 чёрная пешка · a5 чёрная пешка · d5 белая пешка · b4 чёрная пешка · d4 белый слон · g4 белая пешка · f3 белая пешка · a2 белая пешка · b2 белая пешка · c2 белая пешка · d2 белый ферзь · b1 белый король · d1 белая ладья · f1 белый слон · h1 белая ладья | a8 чёрная ладья · d8 чёрный ферзь · f8 чёрная ладья · g8 чёрный король · e7 чёрная пешка · g7 чёрный слон · d6 чёрная пешка · f6 чёрный конь · g6 чёрная пешка · h6 чёрная пешка · a5 чёрная пешка · d5 белая пешка · b4 чёрная пешка · d4 белый слон · g4 белая пешка · f3 белая пешка · a2 белая пешка · b2 белая пешка · c2 белая пешка · d2 белый ферзь · b1 белый король · d1 белая ладья · f1 белый слон · h1 белая ладья | a8 чёрная ладья · d8 чёрный ферзь · f8 чёрная ладья · g8 чёрный король · e7 чёрная пешка · g7 чёрный слон · d6 чёрная пешка · f6 чёрный конь · g6 чёрная пешка · h6 чёрная пешка · a5 чёрная пешка · d5 белая пешка · b4 чёрная пешка · d4 белый слон · g4 белая пешка · f3 белая пешка · a2 белая пешка · b2 белая пешка · c2 белая пешка · d2 белый ферзь · b1 белый король · d1 белая ладья · f1 белый слон · h1 белая ладья | a8 чёрная ладья · d8 чёрный ферзь · f8 чёрная ладья · g8 чёрный король · e7 чёрная пешка · g7 чёрный слон · d6 чёрная пешка · f6 чёрный конь · g6 чёрная пешка · h6 чёрная пешка · a5 чёрная пешка · d5 белая пешка · b4 чёрная пешка · d4 белый слон · g4 белая пешка · f3 белая пешка · a2 белая пешка · b2 белая пешка · c2 белая пешка · d2 белый ферзь · b1 белый король · d1 белая ладья · f1 белый слон · h1 белая ладья | a8 чёрная ладья · d8 чёрный ферзь · f8 чёрная ладья · g8 чёрный король · e7 чёрная пешка · g7 чёрный слон · d6 чёрная пешка · f6 чёрный конь · g6 чёрная пешка · h6 чёрная пешка · a5 чёрная пешка · d5 белая пешка · b4 чёрная пешка · d4 белый слон · g4 белая пешка · f3 белая пешка · a2 белая пешка · b2 белая пешка · c2 белая пешка · d2 белый ферзь · b1 белый король · d1 белая ладья · f1 белый слон · h1 белая ладья | a8 чёрная ладья · d8 чёрный ферзь · f8 чёрная ладья · g8 чёрный король · e7 чёрная пешка · g7 чёрный слон · d6 чёрная пешка · f6 чёрный конь · g6 чёрная пешка · h6 чёрная пешка · a5 чёрная пешка · d5 белая пешка · b4 чёрная пешка · d4 белый слон · g4 белая пешка · f3 белая пешка · a2 белая пешка · b2 белая пешка · c2 белая пешка · d2 белый ферзь · b1 белый король · d1 белая ладья · f1 белый слон · h1 белая ладья | 6 |
| 5 | a8 чёрная ладья · d8 чёрный ферзь · f8 чёрная ладья · g8 чёрный король · e7 чёрная пешка · g7 чёрный слон · d6 чёрная пешка · f6 чёрный конь · g6 чёрная пешка · h6 чёрная пешка · a5 чёрная пешка · d5 белая пешка · b4 чёрная пешка · d4 белый слон · g4 белая пешка · f3 белая пешка · a2 белая пешка · b2 белая пешка · c2 белая пешка · d2 белый ферзь · b1 белый король · d1 белая ладья · f1 белый слон · h1 белая ладья | a8 чёрная ладья · d8 чёрный ферзь · f8 чёрная ладья · g8 чёрный король · e7 чёрная пешка · g7 чёрный слон · d6 чёрная пешка · f6 чёрный конь · g6 чёрная пешка · h6 чёрная пешка · a5 чёрная пешка · d5 белая пешка · b4 чёрная пешка · d4 белый слон · g4 белая пешка · f3 белая пешка · a2 белая пешка · b2 белая пешка · c2 белая пешка · d2 белый ферзь · b1 белый король · d1 белая ладья · f1 белый слон · h1 белая ладья | a8 чёрная ладья · d8 чёрный ферзь · f8 чёрная ладья · g8 чёрный король · e7 чёрная пешка · g7 чёрный слон · d6 чёрная пешка · f6 чёрный конь · g6 чёрная пешка · h6 чёрная пешка · a5 чёрная пешка · d5 белая пешка · b4 чёрная пешка · d4 белый слон · g4 белая пешка · f3 белая пешка · a2 белая пешка · b2 белая пешка · c2 белая пешка · d2 белый ферзь · b1 белый король · d1 белая ладья · f1 белый слон · h1 белая ладья | a8 чёрная ладья · d8 чёрный ферзь · f8 чёрная ладья · g8 чёрный король · e7 чёрная пешка · g7 чёрный слон · d6 чёрная пешка · f6 чёрный конь · g6 чёрная пешка · h6 чёрная пешка · a5 чёрная пешка · d5 белая пешка · b4 чёрная пешка · d4 белый слон · g4 белая пешка · f3 белая пешка · a2 белая пешка · b2 белая пешка · c2 белая пешка · d2 белый ферзь · b1 белый король · d1 белая ладья · f1 белый слон · h1 белая ладья | a8 чёрная ладья · d8 чёрный ферзь · f8 чёрная ладья · g8 чёрный король · e7 чёрная пешка · g7 чёрный слон · d6 чёрная пешка · f6 чёрный конь · g6 чёрная пешка · h6 чёрная пешка · a5 чёрная пешка · d5 белая пешка · b4 чёрная пешка · d4 белый слон · g4 белая пешка · f3 белая пешка · a2 белая пешка · b2 белая пешка · c2 белая пешка · d2 белый ферзь · b1 белый король · d1 белая ладья · f1 белый слон · h1 белая ладья | a8 чёрная ладья · d8 чёрный ферзь · f8 чёрная ладья · g8 чёрный король · e7 чёрная пешка · g7 чёрный слон · d6 чёрная пешка · f6 чёрный конь · g6 чёрная пешка · h6 чёрная пешка · a5 чёрная пешка · d5 белая пешка · b4 чёрная пешка · d4 белый слон · g4 белая пешка · f3 белая пешка · a2 белая пешка · b2 белая пешка · c2 белая пешка · d2 белый ферзь · b1 белый король · d1 белая ладья · f1 белый слон · h1 белая ладья | a8 чёрная ладья · d8 чёрный ферзь · f8 чёрная ладья · g8 чёрный король · e7 чёрная пешка · g7 чёрный слон · d6 чёрная пешка · f6 чёрный конь · g6 чёрная пешка · h6 чёрная пешка · a5 чёрная пешка · d5 белая пешка · b4 чёрная пешка · d4 белый слон · g4 белая пешка · f3 белая пешка · a2 белая пешка · b2 белая пешка · c2 белая пешка · d2 белый ферзь · b1 белый король · d1 белая ладья · f1 белый слон · h1 белая ладья | a8 чёрная ладья · d8 чёрный ферзь · f8 чёрная ладья · g8 чёрный король · e7 чёрная пешка · g7 чёрный слон · d6 чёрная пешка · f6 чёрный конь · g6 чёрная пешка · h6 чёрная пешка · a5 чёрная пешка · d5 белая пешка · b4 чёрная пешка · d4 белый слон · g4 белая пешка · f3 белая пешка · a2 белая пешка · b2 белая пешка · c2 белая пешка · d2 белый ферзь · b1 белый король · d1 белая ладья · f1 белый слон · h1 белая ладья | 5 |
| 4 | a8 чёрная ладья · d8 чёрный ферзь · f8 чёрная ладья · g8 чёрный король · e7 чёрная пешка · g7 чёрный слон · d6 чёрная пешка · f6 чёрный конь · g6 чёрная пешка · h6 чёрная пешка · a5 чёрная пешка · d5 белая пешка · b4 чёрная пешка · d4 белый слон · g4 белая пешка · f3 белая пешка · a2 белая пешка · b2 белая пешка · c2 белая пешка · d2 белый ферзь · b1 белый король · d1 белая ладья · f1 белый слон · h1 белая ладья | a8 чёрная ладья · d8 чёрный ферзь · f8 чёрная ладья · g8 чёрный король · e7 чёрная пешка · g7 чёрный слон · d6 чёрная пешка · f6 чёрный конь · g6 чёрная пешка · h6 чёрная пешка · a5 чёрная пешка · d5 белая пешка · b4 чёрная пешка · d4 белый слон · g4 белая пешка · f3 белая пешка · a2 белая пешка · b2 белая пешка · c2 белая пешка · d2 белый ферзь · b1 белый король · d1 белая ладья · f1 белый слон · h1 белая ладья | a8 чёрная ладья · d8 чёрный ферзь · f8 чёрная ладья · g8 чёрный король · e7 чёрная пешка · g7 чёрный слон · d6 чёрная пешка · f6 чёрный конь · g6 чёрная пешка · h6 чёрная пешка · a5 чёрная пешка · d5 белая пешка · b4 чёрная пешка · d4 белый слон · g4 белая пешка · f3 белая пешка · a2 белая пешка · b2 белая пешка · c2 белая пешка · d2 белый ферзь · b1 белый король · d1 белая ладья · f1 белый слон · h1 белая ладья | a8 чёрная ладья · d8 чёрный ферзь · f8 чёрная ладья · g8 чёрный король · e7 чёрная пешка · g7 чёрный слон · d6 чёрная пешка · f6 чёрный конь · g6 чёрная пешка · h6 чёрная пешка · a5 чёрная пешка · d5 белая пешка · b4 чёрная пешка · d4 белый слон · g4 белая пешка · f3 белая пешка · a2 белая пешка · b2 белая пешка · c2 белая пешка · d2 белый ферзь · b1 белый король · d1 белая ладья · f1 белый слон · h1 белая ладья | a8 чёрная ладья · d8 чёрный ферзь · f8 чёрная ладья · g8 чёрный король · e7 чёрная пешка · g7 чёрный слон · d6 чёрная пешка · f6 чёрный конь · g6 чёрная пешка · h6 чёрная пешка · a5 чёрная пешка · d5 белая пешка · b4 чёрная пешка · d4 белый слон · g4 белая пешка · f3 белая пешка · a2 белая пешка · b2 белая пешка · c2 белая пешка · d2 белый ферзь · b1 белый король · d1 белая ладья · f1 белый слон · h1 белая ладья | a8 чёрная ладья · d8 чёрный ферзь · f8 чёрная ладья · g8 чёрный король · e7 чёрная пешка · g7 чёрный слон · d6 чёрная пешка · f6 чёрный конь · g6 чёрная пешка · h6 чёрная пешка · a5 чёрная пешка · d5 белая пешка · b4 чёрная пешка · d4 белый слон · g4 белая пешка · f3 белая пешка · a2 белая пешка · b2 белая пешка · c2 белая пешка · d2 белый ферзь · b1 белый король · d1 белая ладья · f1 белый слон · h1 белая ладья | a8 чёрная ладья · d8 чёрный ферзь · f8 чёрная ладья · g8 чёрный король · e7 чёрная пешка · g7 чёрный слон · d6 чёрная пешка · f6 чёрный конь · g6 чёрная пешка · h6 чёрная пешка · a5 чёрная пешка · d5 белая пешка · b4 чёрная пешка · d4 белый слон · g4 белая пешка · f3 белая пешка · a2 белая пешка · b2 белая пешка · c2 белая пешка · d2 белый ферзь · b1 белый король · d1 белая ладья · f1 белый слон · h1 белая ладья | a8 чёрная ладья · d8 чёрный ферзь · f8 чёрная ладья · g8 чёрный король · e7 чёрная пешка · g7 чёрный слон · d6 чёрная пешка · f6 чёрный конь · g6 чёрная пешка · h6 чёрная пешка · a5 чёрная пешка · d5 белая пешка · b4 чёрная пешка · d4 белый слон · g4 белая пешка · f3 белая пешка · a2 белая пешка · b2 белая пешка · c2 белая пешка · d2 белый ферзь · b1 белый король · d1 белая ладья · f1 белый слон · h1 белая ладья | 4 |
| 3 | a8 чёрная ладья · d8 чёрный ферзь · f8 чёрная ладья · g8 чёрный король · e7 чёрная пешка · g7 чёрный слон · d6 чёрная пешка · f6 чёрный конь · g6 чёрная пешка · h6 чёрная пешка · a5 чёрная пешка · d5 белая пешка · b4 чёрная пешка · d4 белый слон · g4 белая пешка · f3 белая пешка · a2 белая пешка · b2 белая пешка · c2 белая пешка · d2 белый ферзь · b1 белый король · d1 белая ладья · f1 белый слон · h1 белая ладья | a8 чёрная ладья · d8 чёрный ферзь · f8 чёрная ладья · g8 чёрный король · e7 чёрная пешка · g7 чёрный слон · d6 чёрная пешка · f6 чёрный конь · g6 чёрная пешка · h6 чёрная пешка · a5 чёрная пешка · d5 белая пешка · b4 чёрная пешка · d4 белый слон · g4 белая пешка · f3 белая пешка · a2 белая пешка · b2 белая пешка · c2 белая пешка · d2 белый ферзь · b1 белый король · d1 белая ладья · f1 белый слон · h1 белая ладья | a8 чёрная ладья · d8 чёрный ферзь · f8 чёрная ладья · g8 чёрный король · e7 чёрная пешка · g7 чёрный слон · d6 чёрная пешка · f6 чёрный конь · g6 чёрная пешка · h6 чёрная пешка · a5 чёрная пешка · d5 белая пешка · b4 чёрная пешка · d4 белый слон · g4 белая пешка · f3 белая пешка · a2 белая пешка · b2 белая пешка · c2 белая пешка · d2 белый ферзь · b1 белый король · d1 белая ладья · f1 белый слон · h1 белая ладья | a8 чёрная ладья · d8 чёрный ферзь · f8 чёрная ладья · g8 чёрный король · e7 чёрная пешка · g7 чёрный слон · d6 чёрная пешка · f6 чёрный конь · g6 чёрная пешка · h6 чёрная пешка · a5 чёрная пешка · d5 белая пешка · b4 чёрная пешка · d4 белый слон · g4 белая пешка · f3 белая пешка · a2 белая пешка · b2 белая пешка · c2 белая пешка · d2 белый ферзь · b1 белый король · d1 белая ладья · f1 белый слон · h1 белая ладья | a8 чёрная ладья · d8 чёрный ферзь · f8 чёрная ладья · g8 чёрный король · e7 чёрная пешка · g7 чёрный слон · d6 чёрная пешка · f6 чёрный конь · g6 чёрная пешка · h6 чёрная пешка · a5 чёрная пешка · d5 белая пешка · b4 чёрная пешка · d4 белый слон · g4 белая пешка · f3 белая пешка · a2 белая пешка · b2 белая пешка · c2 белая пешка · d2 белый ферзь · b1 белый король · d1 белая ладья · f1 белый слон · h1 белая ладья | a8 чёрная ладья · d8 чёрный ферзь · f8 чёрная ладья · g8 чёрный король · e7 чёрная пешка · g7 чёрный слон · d6 чёрная пешка · f6 чёрный конь · g6 чёрная пешка · h6 чёрная пешка · a5 чёрная пешка · d5 белая пешка · b4 чёрная пешка · d4 белый слон · g4 белая пешка · f3 белая пешка · a2 белая пешка · b2 белая пешка · c2 белая пешка · d2 белый ферзь · b1 белый король · d1 белая ладья · f1 белый слон · h1 белая ладья | a8 чёрная ладья · d8 чёрный ферзь · f8 чёрная ладья · g8 чёрный король · e7 чёрная пешка · g7 чёрный слон · d6 чёрная пешка · f6 чёрный конь · g6 чёрная пешка · h6 чёрная пешка · a5 чёрная пешка · d5 белая пешка · b4 чёрная пешка · d4 белый слон · g4 белая пешка · f3 белая пешка · a2 белая пешка · b2 белая пешка · c2 белая пешка · d2 белый ферзь · b1 белый король · d1 белая ладья · f1 белый слон · h1 белая ладья | a8 чёрная ладья · d8 чёрный ферзь · f8 чёрная ладья · g8 чёрный король · e7 чёрная пешка · g7 чёрный слон · d6 чёрная пешка · f6 чёрный конь · g6 чёрная пешка · h6 чёрная пешка · a5 чёрная пешка · d5 белая пешка · b4 чёрная пешка · d4 белый слон · g4 белая пешка · f3 белая пешка · a2 белая пешка · b2 белая пешка · c2 белая пешка · d2 белый ферзь · b1 белый король · d1 белая ладья · f1 белый слон · h1 белая ладья | 3 |
| 2 | a8 чёрная ладья · d8 чёрный ферзь · f8 чёрная ладья · g8 чёрный король · e7 чёрная пешка · g7 чёрный слон · d6 чёрная пешка · f6 чёрный конь · g6 чёрная пешка · h6 чёрная пешка · a5 чёрная пешка · d5 белая пешка · b4 чёрная пешка · d4 белый слон · g4 белая пешка · f3 белая пешка · a2 белая пешка · b2 белая пешка · c2 белая пешка · d2 белый ферзь · b1 белый король · d1 белая ладья · f1 белый слон · h1 белая ладья | a8 чёрная ладья · d8 чёрный ферзь · f8 чёрная ладья · g8 чёрный король · e7 чёрная пешка · g7 чёрный слон · d6 чёрная пешка · f6 чёрный конь · g6 чёрная пешка · h6 чёрная пешка · a5 чёрная пешка · d5 белая пешка · b4 чёрная пешка · d4 белый слон · g4 белая пешка · f3 белая пешка · a2 белая пешка · b2 белая пешка · c2 белая пешка · d2 белый ферзь · b1 белый король · d1 белая ладья · f1 белый слон · h1 белая ладья | a8 чёрная ладья · d8 чёрный ферзь · f8 чёрная ладья · g8 чёрный король · e7 чёрная пешка · g7 чёрный слон · d6 чёрная пешка · f6 чёрный конь · g6 чёрная пешка · h6 чёрная пешка · a5 чёрная пешка · d5 белая пешка · b4 чёрная пешка · d4 белый слон · g4 белая пешка · f3 белая пешка · a2 белая пешка · b2 белая пешка · c2 белая пешка · d2 белый ферзь · b1 белый король · d1 белая ладья · f1 белый слон · h1 белая ладья | a8 чёрная ладья · d8 чёрный ферзь · f8 чёрная ладья · g8 чёрный король · e7 чёрная пешка · g7 чёрный слон · d6 чёрная пешка · f6 чёрный конь · g6 чёрная пешка · h6 чёрная пешка · a5 чёрная пешка · d5 белая пешка · b4 чёрная пешка · d4 белый слон · g4 белая пешка · f3 белая пешка · a2 белая пешка · b2 белая пешка · c2 белая пешка · d2 белый ферзь · b1 белый король · d1 белая ладья · f1 белый слон · h1 белая ладья | a8 чёрная ладья · d8 чёрный ферзь · f8 чёрная ладья · g8 чёрный король · e7 чёрная пешка · g7 чёрный слон · d6 чёрная пешка · f6 чёрный конь · g6 чёрная пешка · h6 чёрная пешка · a5 чёрная пешка · d5 белая пешка · b4 чёрная пешка · d4 белый слон · g4 белая пешка · f3 белая пешка · a2 белая пешка · b2 белая пешка · c2 белая пешка · d2 белый ферзь · b1 белый король · d1 белая ладья · f1 белый слон · h1 белая ладья | a8 чёрная ладья · d8 чёрный ферзь · f8 чёрная ладья · g8 чёрный король · e7 чёрная пешка · g7 чёрный слон · d6 чёрная пешка · f6 чёрный конь · g6 чёрная пешка · h6 чёрная пешка · a5 чёрная пешка · d5 белая пешка · b4 чёрная пешка · d4 белый слон · g4 белая пешка · f3 белая пешка · a2 белая пешка · b2 белая пешка · c2 белая пешка · d2 белый ферзь · b1 белый король · d1 белая ладья · f1 белый слон · h1 белая ладья | a8 чёрная ладья · d8 чёрный ферзь · f8 чёрная ладья · g8 чёрный король · e7 чёрная пешка · g7 чёрный слон · d6 чёрная пешка · f6 чёрный конь · g6 чёрная пешка · h6 чёрная пешка · a5 чёрная пешка · d5 белая пешка · b4 чёрная пешка · d4 белый слон · g4 белая пешка · f3 белая пешка · a2 белая пешка · b2 белая пешка · c2 белая пешка · d2 белый ферзь · b1 белый король · d1 белая ладья · f1 белый слон · h1 белая ладья | a8 чёрная ладья · d8 чёрный ферзь · f8 чёрная ладья · g8 чёрный король · e7 чёрная пешка · g7 чёрный слон · d6 чёрная пешка · f6 чёрный конь · g6 чёрная пешка · h6 чёрная пешка · a5 чёрная пешка · d5 белая пешка · b4 чёрная пешка · d4 белый слон · g4 белая пешка · f3 белая пешка · a2 белая пешка · b2 белая пешка · c2 белая пешка · d2 белый ферзь · b1 белый король · d1 белая ладья · f1 белый слон · h1 белая ладья | 2 |
| 1 | a8 чёрная ладья · d8 чёрный ферзь · f8 чёрная ладья · g8 чёрный король · e7 чёрная пешка · g7 чёрный слон · d6 чёрная пешка · f6 чёрный конь · g6 чёрная пешка · h6 чёрная пешка · a5 чёрная пешка · d5 белая пешка · b4 чёрная пешка · d4 белый слон · g4 белая пешка · f3 белая пешка · a2 белая пешка · b2 белая пешка · c2 белая пешка · d2 белый ферзь · b1 белый король · d1 белая ладья · f1 белый слон · h1 белая ладья | a8 чёрная ладья · d8 чёрный ферзь · f8 чёрная ладья · g8 чёрный король · e7 чёрная пешка · g7 чёрный слон · d6 чёрная пешка · f6 чёрный конь · g6 чёрная пешка · h6 чёрная пешка · a5 чёрная пешка · d5 белая пешка · b4 чёрная пешка · d4 белый слон · g4 белая пешка · f3 белая пешка · a2 белая пешка · b2 белая пешка · c2 белая пешка · d2 белый ферзь · b1 белый король · d1 белая ладья · f1 белый слон · h1 белая ладья | a8 чёрная ладья · d8 чёрный ферзь · f8 чёрная ладья · g8 чёрный король · e7 чёрная пешка · g7 чёрный слон · d6 чёрная пешка · f6 чёрный конь · g6 чёрная пешка · h6 чёрная пешка · a5 чёрная пешка · d5 белая пешка · b4 чёрная пешка · d4 белый слон · g4 белая пешка · f3 белая пешка · a2 белая пешка · b2 белая пешка · c2 белая пешка · d2 белый ферзь · b1 белый король · d1 белая ладья · f1 белый слон · h1 белая ладья | a8 чёрная ладья · d8 чёрный ферзь · f8 чёрная ладья · g8 чёрный король · e7 чёрная пешка · g7 чёрный слон · d6 чёрная пешка · f6 чёрный конь · g6 чёрная пешка · h6 чёрная пешка · a5 чёрная пешка · d5 белая пешка · b4 чёрная пешка · d4 белый слон · g4 белая пешка · f3 белая пешка · a2 белая пешка · b2 белая пешка · c2 белая пешка · d2 белый ферзь · b1 белый король · d1 белая ладья · f1 белый слон · h1 белая ладья | a8 чёрная ладья · d8 чёрный ферзь · f8 чёрная ладья · g8 чёрный король · e7 чёрная пешка · g7 чёрный слон · d6 чёрная пешка · f6 чёрный конь · g6 чёрная пешка · h6 чёрная пешка · a5 чёрная пешка · d5 белая пешка · b4 чёрная пешка · d4 белый слон · g4 белая пешка · f3 белая пешка · a2 белая пешка · b2 белая пешка · c2 белая пешка · d2 белый ферзь · b1 белый король · d1 белая ладья · f1 белый слон · h1 белая ладья | a8 чёрная ладья · d8 чёрный ферзь · f8 чёрная ладья · g8 чёрный король · e7 чёрная пешка · g7 чёрный слон · d6 чёрная пешка · f6 чёрный конь · g6 чёрная пешка · h6 чёрная пешка · a5 чёрная пешка · d5 белая пешка · b4 чёрная пешка · d4 белый слон · g4 белая пешка · f3 белая пешка · a2 белая пешка · b2 белая пешка · c2 белая пешка · d2 белый ферзь · b1 белый король · d1 белая ладья · f1 белый слон · h1 белая ладья | a8 чёрная ладья · d8 чёрный ферзь · f8 чёрная ладья · g8 чёрный король · e7 чёрная пешка · g7 чёрный слон · d6 чёрная пешка · f6 чёрный конь · g6 чёрная пешка · h6 чёрная пешка · a5 чёрная пешка · d5 белая пешка · b4 чёрная пешка · d4 белый слон · g4 белая пешка · f3 белая пешка · a2 белая пешка · b2 белая пешка · c2 белая пешка · d2 белый ферзь · b1 белый король · d1 белая ладья · f1 белый слон · h1 белая ладья | a8 чёрная ладья · d8 чёрный ферзь · f8 чёрная ладья · g8 чёрный король · e7 чёрная пешка · g7 чёрный слон · d6 чёрная пешка · f6 чёрный конь · g6 чёрная пешка · h6 чёрная пешка · a5 чёрная пешка · d5 белая пешка · b4 чёрная пешка · d4 белый слон · g4 белая пешка · f3 белая пешка · a2 белая пешка · b2 белая пешка · c2 белая пешка · d2 белый ферзь · b1 белый король · d1 белая ладья · f1 белый слон · h1 белая ладья | 1 |
|   | a | b | c | d | e | f | g | h |   |

Н. Маклауд — Й. Кирквуд, Чемпионат Шотландии, Эдинбург 1953.
1.e4 c5 2.Кf3 d6 3.d4 cd 4.К:d4 Кf6 5.Кc3 g6 

«Вариант дракона» в сицилианской защите. 

6.f3 Сg7 7.Сe3 0-0 8.Фd2 Кc6 9.0-0-0 К:d4 10.С:d4 Сe6 11.Крb1 

Знакомая ловушка: теперь на 11…Фа5? последует 12.Кd5 и, поскольку взятие на d2 будет без шаха, ферзь вынужден вернуться на d8, что после размена на f6 приведёт к ослаблению пешки d6. 

11…a6 12.g4 b5 13.h4 b4 14.Кd5 С:d5 15.ed a5 16.h5 h6? 

У чёрных уже была неприятная позиция, а их 16-й ход является серьёзной ошибкой. 

17.hg fg (см. диаграмму) 
 18.Л:h6!? С:h6 19.Ф:h6 Крf7 

В случае 19…Фe8 или 19…Лf7 проще всего 20.g5. 

20.С:f6 Кр: f6 21.g5+ Крe5 22.Фh2+ Лf4 23.Сh3! 

После такого тихого хода чёрные сдались. От угрозы Фе2+ нет защиты.
|   | a | b | c | d | e | f | g | h |   |
| - | --- | --- | --- | --- | --- | --- | --- | --- | - |
| 8 | h8 чёрный король · a7 чёрная пешка · b7 чёрная пешка · c7 чёрная пешка · h7 чёрная пешка · d6 чёрная пешка · f6 чёрная ладья · e5 чёрный ферзь · c4 белая пешка · d4 чёрный конь · e4 белый слон · d3 белая пешка · f3 чёрная пешка · g3 белая пешка · a2 белая пешка · b2 белая пешка · d2 белый ферзь · h2 белая пешка · f1 белая ладья · h1 белый король | h8 чёрный король · a7 чёрная пешка · b7 чёрная пешка · c7 чёрная пешка · h7 чёрная пешка · d6 чёрная пешка · f6 чёрная ладья · e5 чёрный ферзь · c4 белая пешка · d4 чёрный конь · e4 белый слон · d3 белая пешка · f3 чёрная пешка · g3 белая пешка · a2 белая пешка · b2 белая пешка · d2 белый ферзь · h2 белая пешка · f1 белая ладья · h1 белый король | h8 чёрный король · a7 чёрная пешка · b7 чёрная пешка · c7 чёрная пешка · h7 чёрная пешка · d6 чёрная пешка · f6 чёрная ладья · e5 чёрный ферзь · c4 белая пешка · d4 чёрный конь · e4 белый слон · d3 белая пешка · f3 чёрная пешка · g3 белая пешка · a2 белая пешка · b2 белая пешка · d2 белый ферзь · h2 белая пешка · f1 белая ладья · h1 белый король | h8 чёрный король · a7 чёрная пешка · b7 чёрная пешка · c7 чёрная пешка · h7 чёрная пешка · d6 чёрная пешка · f6 чёрная ладья · e5 чёрный ферзь · c4 белая пешка · d4 чёрный конь · e4 белый слон · d3 белая пешка · f3 чёрная пешка · g3 белая пешка · a2 белая пешка · b2 белая пешка · d2 белый ферзь · h2 белая пешка · f1 белая ладья · h1 белый король | h8 чёрный король · a7 чёрная пешка · b7 чёрная пешка · c7 чёрная пешка · h7 чёрная пешка · d6 чёрная пешка · f6 чёрная ладья · e5 чёрный ферзь · c4 белая пешка · d4 чёрный конь · e4 белый слон · d3 белая пешка · f3 чёрная пешка · g3 белая пешка · a2 белая пешка · b2 белая пешка · d2 белый ферзь · h2 белая пешка · f1 белая ладья · h1 белый король | h8 чёрный король · a7 чёрная пешка · b7 чёрная пешка · c7 чёрная пешка · h7 чёрная пешка · d6 чёрная пешка · f6 чёрная ладья · e5 чёрный ферзь · c4 белая пешка · d4 чёрный конь · e4 белый слон · d3 белая пешка · f3 чёрная пешка · g3 белая пешка · a2 белая пешка · b2 белая пешка · d2 белый ферзь · h2 белая пешка · f1 белая ладья · h1 белый король | h8 чёрный король · a7 чёрная пешка · b7 чёрная пешка · c7 чёрная пешка · h7 чёрная пешка · d6 чёрная пешка · f6 чёрная ладья · e5 чёрный ферзь · c4 белая пешка · d4 чёрный конь · e4 белый слон · d3 белая пешка · f3 чёрная пешка · g3 белая пешка · a2 белая пешка · b2 белая пешка · d2 белый ферзь · h2 белая пешка · f1 белая ладья · h1 белый король | h8 чёрный король · a7 чёрная пешка · b7 чёрная пешка · c7 чёрная пешка · h7 чёрная пешка · d6 чёрная пешка · f6 чёрная ладья · e5 чёрный ферзь · c4 белая пешка · d4 чёрный конь · e4 белый слон · d3 белая пешка · f3 чёрная пешка · g3 белая пешка · a2 белая пешка · b2 белая пешка · d2 белый ферзь · h2 белая пешка · f1 белая ладья · h1 белый король | 8 |
| 7 | h8 чёрный король · a7 чёрная пешка · b7 чёрная пешка · c7 чёрная пешка · h7 чёрная пешка · d6 чёрная пешка · f6 чёрная ладья · e5 чёрный ферзь · c4 белая пешка · d4 чёрный конь · e4 белый слон · d3 белая пешка · f3 чёрная пешка · g3 белая пешка · a2 белая пешка · b2 белая пешка · d2 белый ферзь · h2 белая пешка · f1 белая ладья · h1 белый король | h8 чёрный король · a7 чёрная пешка · b7 чёрная пешка · c7 чёрная пешка · h7 чёрная пешка · d6 чёрная пешка · f6 чёрная ладья · e5 чёрный ферзь · c4 белая пешка · d4 чёрный конь · e4 белый слон · d3 белая пешка · f3 чёрная пешка · g3 белая пешка · a2 белая пешка · b2 белая пешка · d2 белый ферзь · h2 белая пешка · f1 белая ладья · h1 белый король | h8 чёрный король · a7 чёрная пешка · b7 чёрная пешка · c7 чёрная пешка · h7 чёрная пешка · d6 чёрная пешка · f6 чёрная ладья · e5 чёрный ферзь · c4 белая пешка · d4 чёрный конь · e4 белый слон · d3 белая пешка · f3 чёрная пешка · g3 белая пешка · a2 белая пешка · b2 белая пешка · d2 белый ферзь · h2 белая пешка · f1 белая ладья · h1 белый король | h8 чёрный король · a7 чёрная пешка · b7 чёрная пешка · c7 чёрная пешка · h7 чёрная пешка · d6 чёрная пешка · f6 чёрная ладья · e5 чёрный ферзь · c4 белая пешка · d4 чёрный конь · e4 белый слон · d3 белая пешка · f3 чёрная пешка · g3 белая пешка · a2 белая пешка · b2 белая пешка · d2 белый ферзь · h2 белая пешка · f1 белая ладья · h1 белый король | h8 чёрный король · a7 чёрная пешка · b7 чёрная пешка · c7 чёрная пешка · h7 чёрная пешка · d6 чёрная пешка · f6 чёрная ладья · e5 чёрный ферзь · c4 белая пешка · d4 чёрный конь · e4 белый слон · d3 белая пешка · f3 чёрная пешка · g3 белая пешка · a2 белая пешка · b2 белая пешка · d2 белый ферзь · h2 белая пешка · f1 белая ладья · h1 белый король | h8 чёрный король · a7 чёрная пешка · b7 чёрная пешка · c7 чёрная пешка · h7 чёрная пешка · d6 чёрная пешка · f6 чёрная ладья · e5 чёрный ферзь · c4 белая пешка · d4 чёрный конь · e4 белый слон · d3 белая пешка · f3 чёрная пешка · g3 белая пешка · a2 белая пешка · b2 белая пешка · d2 белый ферзь · h2 белая пешка · f1 белая ладья · h1 белый король | h8 чёрный король · a7 чёрная пешка · b7 чёрная пешка · c7 чёрная пешка · h7 чёрная пешка · d6 чёрная пешка · f6 чёрная ладья · e5 чёрный ферзь · c4 белая пешка · d4 чёрный конь · e4 белый слон · d3 белая пешка · f3 чёрная пешка · g3 белая пешка · a2 белая пешка · b2 белая пешка · d2 белый ферзь · h2 белая пешка · f1 белая ладья · h1 белый король | h8 чёрный король · a7 чёрная пешка · b7 чёрная пешка · c7 чёрная пешка · h7 чёрная пешка · d6 чёрная пешка · f6 чёрная ладья · e5 чёрный ферзь · c4 белая пешка · d4 чёрный конь · e4 белый слон · d3 белая пешка · f3 чёрная пешка · g3 белая пешка · a2 белая пешка · b2 белая пешка · d2 белый ферзь · h2 белая пешка · f1 белая ладья · h1 белый король | 7 |
| 6 | h8 чёрный король · a7 чёрная пешка · b7 чёрная пешка · c7 чёрная пешка · h7 чёрная пешка · d6 чёрная пешка · f6 чёрная ладья · e5 чёрный ферзь · c4 белая пешка · d4 чёрный конь · e4 белый слон · d3 белая пешка · f3 чёрная пешка · g3 белая пешка · a2 белая пешка · b2 белая пешка · d2 белый ферзь · h2 белая пешка · f1 белая ладья · h1 белый король | h8 чёрный король · a7 чёрная пешка · b7 чёрная пешка · c7 чёрная пешка · h7 чёрная пешка · d6 чёрная пешка · f6 чёрная ладья · e5 чёрный ферзь · c4 белая пешка · d4 чёрный конь · e4 белый слон · d3 белая пешка · f3 чёрная пешка · g3 белая пешка · a2 белая пешка · b2 белая пешка · d2 белый ферзь · h2 белая пешка · f1 белая ладья · h1 белый король | h8 чёрный король · a7 чёрная пешка · b7 чёрная пешка · c7 чёрная пешка · h7 чёрная пешка · d6 чёрная пешка · f6 чёрная ладья · e5 чёрный ферзь · c4 белая пешка · d4 чёрный конь · e4 белый слон · d3 белая пешка · f3 чёрная пешка · g3 белая пешка · a2 белая пешка · b2 белая пешка · d2 белый ферзь · h2 белая пешка · f1 белая ладья · h1 белый король | h8 чёрный король · a7 чёрная пешка · b7 чёрная пешка · c7 чёрная пешка · h7 чёрная пешка · d6 чёрная пешка · f6 чёрная ладья · e5 чёрный ферзь · c4 белая пешка · d4 чёрный конь · e4 белый слон · d3 белая пешка · f3 чёрная пешка · g3 белая пешка · a2 белая пешка · b2 белая пешка · d2 белый ферзь · h2 белая пешка · f1 белая ладья · h1 белый король | h8 чёрный король · a7 чёрная пешка · b7 чёрная пешка · c7 чёрная пешка · h7 чёрная пешка · d6 чёрная пешка · f6 чёрная ладья · e5 чёрный ферзь · c4 белая пешка · d4 чёрный конь · e4 белый слон · d3 белая пешка · f3 чёрная пешка · g3 белая пешка · a2 белая пешка · b2 белая пешка · d2 белый ферзь · h2 белая пешка · f1 белая ладья · h1 белый король | h8 чёрный король · a7 чёрная пешка · b7 чёрная пешка · c7 чёрная пешка · h7 чёрная пешка · d6 чёрная пешка · f6 чёрная ладья · e5 чёрный ферзь · c4 белая пешка · d4 чёрный конь · e4 белый слон · d3 белая пешка · f3 чёрная пешка · g3 белая пешка · a2 белая пешка · b2 белая пешка · d2 белый ферзь · h2 белая пешка · f1 белая ладья · h1 белый король | h8 чёрный король · a7 чёрная пешка · b7 чёрная пешка · c7 чёрная пешка · h7 чёрная пешка · d6 чёрная пешка · f6 чёрная ладья · e5 чёрный ферзь · c4 белая пешка · d4 чёрный конь · e4 белый слон · d3 белая пешка · f3 чёрная пешка · g3 белая пешка · a2 белая пешка · b2 белая пешка · d2 белый ферзь · h2 белая пешка · f1 белая ладья · h1 белый король | h8 чёрный король · a7 чёрная пешка · b7 чёрная пешка · c7 чёрная пешка · h7 чёрная пешка · d6 чёрная пешка · f6 чёрная ладья · e5 чёрный ферзь · c4 белая пешка · d4 чёрный конь · e4 белый слон · d3 белая пешка · f3 чёрная пешка · g3 белая пешка · a2 белая пешка · b2 белая пешка · d2 белый ферзь · h2 белая пешка · f1 белая ладья · h1 белый король | 6 |
| 5 | h8 чёрный король · a7 чёрная пешка · b7 чёрная пешка · c7 чёрная пешка · h7 чёрная пешка · d6 чёрная пешка · f6 чёрная ладья · e5 чёрный ферзь · c4 белая пешка · d4 чёрный конь · e4 белый слон · d3 белая пешка · f3 чёрная пешка · g3 белая пешка · a2 белая пешка · b2 белая пешка · d2 белый ферзь · h2 белая пешка · f1 белая ладья · h1 белый король | h8 чёрный король · a7 чёрная пешка · b7 чёрная пешка · c7 чёрная пешка · h7 чёрная пешка · d6 чёрная пешка · f6 чёрная ладья · e5 чёрный ферзь · c4 белая пешка · d4 чёрный конь · e4 белый слон · d3 белая пешка · f3 чёрная пешка · g3 белая пешка · a2 белая пешка · b2 белая пешка · d2 белый ферзь · h2 белая пешка · f1 белая ладья · h1 белый король | h8 чёрный король · a7 чёрная пешка · b7 чёрная пешка · c7 чёрная пешка · h7 чёрная пешка · d6 чёрная пешка · f6 чёрная ладья · e5 чёрный ферзь · c4 белая пешка · d4 чёрный конь · e4 белый слон · d3 белая пешка · f3 чёрная пешка · g3 белая пешка · a2 белая пешка · b2 белая пешка · d2 белый ферзь · h2 белая пешка · f1 белая ладья · h1 белый король | h8 чёрный король · a7 чёрная пешка · b7 чёрная пешка · c7 чёрная пешка · h7 чёрная пешка · d6 чёрная пешка · f6 чёрная ладья · e5 чёрный ферзь · c4 белая пешка · d4 чёрный конь · e4 белый слон · d3 белая пешка · f3 чёрная пешка · g3 белая пешка · a2 белая пешка · b2 белая пешка · d2 белый ферзь · h2 белая пешка · f1 белая ладья · h1 белый король | h8 чёрный король · a7 чёрная пешка · b7 чёрная пешка · c7 чёрная пешка · h7 чёрная пешка · d6 чёрная пешка · f6 чёрная ладья · e5 чёрный ферзь · c4 белая пешка · d4 чёрный конь · e4 белый слон · d3 белая пешка · f3 чёрная пешка · g3 белая пешка · a2 белая пешка · b2 белая пешка · d2 белый ферзь · h2 белая пешка · f1 белая ладья · h1 белый король | h8 чёрный король · a7 чёрная пешка · b7 чёрная пешка · c7 чёрная пешка · h7 чёрная пешка · d6 чёрная пешка · f6 чёрная ладья · e5 чёрный ферзь · c4 белая пешка · d4 чёрный конь · e4 белый слон · d3 белая пешка · f3 чёрная пешка · g3 белая пешка · a2 белая пешка · b2 белая пешка · d2 белый ферзь · h2 белая пешка · f1 белая ладья · h1 белый король | h8 чёрный король · a7 чёрная пешка · b7 чёрная пешка · c7 чёрная пешка · h7 чёрная пешка · d6 чёрная пешка · f6 чёрная ладья · e5 чёрный ферзь · c4 белая пешка · d4 чёрный конь · e4 белый слон · d3 белая пешка · f3 чёрная пешка · g3 белая пешка · a2 белая пешка · b2 белая пешка · d2 белый ферзь · h2 белая пешка · f1 белая ладья · h1 белый король | h8 чёрный король · a7 чёрная пешка · b7 чёрная пешка · c7 чёрная пешка · h7 чёрная пешка · d6 чёрная пешка · f6 чёрная ладья · e5 чёрный ферзь · c4 белая пешка · d4 чёрный конь · e4 белый слон · d3 белая пешка · f3 чёрная пешка · g3 белая пешка · a2 белая пешка · b2 белая пешка · d2 белый ферзь · h2 белая пешка · f1 белая ладья · h1 белый король | 5 |
| 4 | h8 чёрный король · a7 чёрная пешка · b7 чёрная пешка · c7 чёрная пешка · h7 чёрная пешка · d6 чёрная пешка · f6 чёрная ладья · e5 чёрный ферзь · c4 белая пешка · d4 чёрный конь · e4 белый слон · d3 белая пешка · f3 чёрная пешка · g3 белая пешка · a2 белая пешка · b2 белая пешка · d2 белый ферзь · h2 белая пешка · f1 белая ладья · h1 белый король | h8 чёрный король · a7 чёрная пешка · b7 чёрная пешка · c7 чёрная пешка · h7 чёрная пешка · d6 чёрная пешка · f6 чёрная ладья · e5 чёрный ферзь · c4 белая пешка · d4 чёрный конь · e4 белый слон · d3 белая пешка · f3 чёрная пешка · g3 белая пешка · a2 белая пешка · b2 белая пешка · d2 белый ферзь · h2 белая пешка · f1 белая ладья · h1 белый король | h8 чёрный король · a7 чёрная пешка · b7 чёрная пешка · c7 чёрная пешка · h7 чёрная пешка · d6 чёрная пешка · f6 чёрная ладья · e5 чёрный ферзь · c4 белая пешка · d4 чёрный конь · e4 белый слон · d3 белая пешка · f3 чёрная пешка · g3 белая пешка · a2 белая пешка · b2 белая пешка · d2 белый ферзь · h2 белая пешка · f1 белая ладья · h1 белый король | h8 чёрный король · a7 чёрная пешка · b7 чёрная пешка · c7 чёрная пешка · h7 чёрная пешка · d6 чёрная пешка · f6 чёрная ладья · e5 чёрный ферзь · c4 белая пешка · d4 чёрный конь · e4 белый слон · d3 белая пешка · f3 чёрная пешка · g3 белая пешка · a2 белая пешка · b2 белая пешка · d2 белый ферзь · h2 белая пешка · f1 белая ладья · h1 белый король | h8 чёрный король · a7 чёрная пешка · b7 чёрная пешка · c7 чёрная пешка · h7 чёрная пешка · d6 чёрная пешка · f6 чёрная ладья · e5 чёрный ферзь · c4 белая пешка · d4 чёрный конь · e4 белый слон · d3 белая пешка · f3 чёрная пешка · g3 белая пешка · a2 белая пешка · b2 белая пешка · d2 белый ферзь · h2 белая пешка · f1 белая ладья · h1 белый король | h8 чёрный король · a7 чёрная пешка · b7 чёрная пешка · c7 чёрная пешка · h7 чёрная пешка · d6 чёрная пешка · f6 чёрная ладья · e5 чёрный ферзь · c4 белая пешка · d4 чёрный конь · e4 белый слон · d3 белая пешка · f3 чёрная пешка · g3 белая пешка · a2 белая пешка · b2 белая пешка · d2 белый ферзь · h2 белая пешка · f1 белая ладья · h1 белый король | h8 чёрный король · a7 чёрная пешка · b7 чёрная пешка · c7 чёрная пешка · h7 чёрная пешка · d6 чёрная пешка · f6 чёрная ладья · e5 чёрный ферзь · c4 белая пешка · d4 чёрный конь · e4 белый слон · d3 белая пешка · f3 чёрная пешка · g3 белая пешка · a2 белая пешка · b2 белая пешка · d2 белый ферзь · h2 белая пешка · f1 белая ладья · h1 белый король | h8 чёрный король · a7 чёрная пешка · b7 чёрная пешка · c7 чёрная пешка · h7 чёрная пешка · d6 чёрная пешка · f6 чёрная ладья · e5 чёрный ферзь · c4 белая пешка · d4 чёрный конь · e4 белый слон · d3 белая пешка · f3 чёрная пешка · g3 белая пешка · a2 белая пешка · b2 белая пешка · d2 белый ферзь · h2 белая пешка · f1 белая ладья · h1 белый король | 4 |
| 3 | h8 чёрный король · a7 чёрная пешка · b7 чёрная пешка · c7 чёрная пешка · h7 чёрная пешка · d6 чёрная пешка · f6 чёрная ладья · e5 чёрный ферзь · c4 белая пешка · d4 чёрный конь · e4 белый слон · d3 белая пешка · f3 чёрная пешка · g3 белая пешка · a2 белая пешка · b2 белая пешка · d2 белый ферзь · h2 белая пешка · f1 белая ладья · h1 белый король | h8 чёрный король · a7 чёрная пешка · b7 чёрная пешка · c7 чёрная пешка · h7 чёрная пешка · d6 чёрная пешка · f6 чёрная ладья · e5 чёрный ферзь · c4 белая пешка · d4 чёрный конь · e4 белый слон · d3 белая пешка · f3 чёрная пешка · g3 белая пешка · a2 белая пешка · b2 белая пешка · d2 белый ферзь · h2 белая пешка · f1 белая ладья · h1 белый король | h8 чёрный король · a7 чёрная пешка · b7 чёрная пешка · c7 чёрная пешка · h7 чёрная пешка · d6 чёрная пешка · f6 чёрная ладья · e5 чёрный ферзь · c4 белая пешка · d4 чёрный конь · e4 белый слон · d3 белая пешка · f3 чёрная пешка · g3 белая пешка · a2 белая пешка · b2 белая пешка · d2 белый ферзь · h2 белая пешка · f1 белая ладья · h1 белый король | h8 чёрный король · a7 чёрная пешка · b7 чёрная пешка · c7 чёрная пешка · h7 чёрная пешка · d6 чёрная пешка · f6 чёрная ладья · e5 чёрный ферзь · c4 белая пешка · d4 чёрный конь · e4 белый слон · d3 белая пешка · f3 чёрная пешка · g3 белая пешка · a2 белая пешка · b2 белая пешка · d2 белый ферзь · h2 белая пешка · f1 белая ладья · h1 белый король | h8 чёрный король · a7 чёрная пешка · b7 чёрная пешка · c7 чёрная пешка · h7 чёрная пешка · d6 чёрная пешка · f6 чёрная ладья · e5 чёрный ферзь · c4 белая пешка · d4 чёрный конь · e4 белый слон · d3 белая пешка · f3 чёрная пешка · g3 белая пешка · a2 белая пешка · b2 белая пешка · d2 белый ферзь · h2 белая пешка · f1 белая ладья · h1 белый король | h8 чёрный король · a7 чёрная пешка · b7 чёрная пешка · c7 чёрная пешка · h7 чёрная пешка · d6 чёрная пешка · f6 чёрная ладья · e5 чёрный ферзь · c4 белая пешка · d4 чёрный конь · e4 белый слон · d3 белая пешка · f3 чёрная пешка · g3 белая пешка · a2 белая пешка · b2 белая пешка · d2 белый ферзь · h2 белая пешка · f1 белая ладья · h1 белый король | h8 чёрный король · a7 чёрная пешка · b7 чёрная пешка · c7 чёрная пешка · h7 чёрная пешка · d6 чёрная пешка · f6 чёрная ладья · e5 чёрный ферзь · c4 белая пешка · d4 чёрный конь · e4 белый слон · d3 белая пешка · f3 чёрная пешка · g3 белая пешка · a2 белая пешка · b2 белая пешка · d2 белый ферзь · h2 белая пешка · f1 белая ладья · h1 белый король | h8 чёрный король · a7 чёрная пешка · b7 чёрная пешка · c7 чёрная пешка · h7 чёрная пешка · d6 чёрная пешка · f6 чёрная ладья · e5 чёрный ферзь · c4 белая пешка · d4 чёрный конь · e4 белый слон · d3 белая пешка · f3 чёрная пешка · g3 белая пешка · a2 белая пешка · b2 белая пешка · d2 белый ферзь · h2 белая пешка · f1 белая ладья · h1 белый король | 3 |
| 2 | h8 чёрный король · a7 чёрная пешка · b7 чёрная пешка · c7 чёрная пешка · h7 чёрная пешка · d6 чёрная пешка · f6 чёрная ладья · e5 чёрный ферзь · c4 белая пешка · d4 чёрный конь · e4 белый слон · d3 белая пешка · f3 чёрная пешка · g3 белая пешка · a2 белая пешка · b2 белая пешка · d2 белый ферзь · h2 белая пешка · f1 белая ладья · h1 белый король | h8 чёрный король · a7 чёрная пешка · b7 чёрная пешка · c7 чёрная пешка · h7 чёрная пешка · d6 чёрная пешка · f6 чёрная ладья · e5 чёрный ферзь · c4 белая пешка · d4 чёрный конь · e4 белый слон · d3 белая пешка · f3 чёрная пешка · g3 белая пешка · a2 белая пешка · b2 белая пешка · d2 белый ферзь · h2 белая пешка · f1 белая ладья · h1 белый король | h8 чёрный король · a7 чёрная пешка · b7 чёрная пешка · c7 чёрная пешка · h7 чёрная пешка · d6 чёрная пешка · f6 чёрная ладья · e5 чёрный ферзь · c4 белая пешка · d4 чёрный конь · e4 белый слон · d3 белая пешка · f3 чёрная пешка · g3 белая пешка · a2 белая пешка · b2 белая пешка · d2 белый ферзь · h2 белая пешка · f1 белая ладья · h1 белый король | h8 чёрный король · a7 чёрная пешка · b7 чёрная пешка · c7 чёрная пешка · h7 чёрная пешка · d6 чёрная пешка · f6 чёрная ладья · e5 чёрный ферзь · c4 белая пешка · d4 чёрный конь · e4 белый слон · d3 белая пешка · f3 чёрная пешка · g3 белая пешка · a2 белая пешка · b2 белая пешка · d2 белый ферзь · h2 белая пешка · f1 белая ладья · h1 белый король | h8 чёрный король · a7 чёрная пешка · b7 чёрная пешка · c7 чёрная пешка · h7 чёрная пешка · d6 чёрная пешка · f6 чёрная ладья · e5 чёрный ферзь · c4 белая пешка · d4 чёрный конь · e4 белый слон · d3 белая пешка · f3 чёрная пешка · g3 белая пешка · a2 белая пешка · b2 белая пешка · d2 белый ферзь · h2 белая пешка · f1 белая ладья · h1 белый король | h8 чёрный король · a7 чёрная пешка · b7 чёрная пешка · c7 чёрная пешка · h7 чёрная пешка · d6 чёрная пешка · f6 чёрная ладья · e5 чёрный ферзь · c4 белая пешка · d4 чёрный конь · e4 белый слон · d3 белая пешка · f3 чёрная пешка · g3 белая пешка · a2 белая пешка · b2 белая пешка · d2 белый ферзь · h2 белая пешка · f1 белая ладья · h1 белый король | h8 чёрный король · a7 чёрная пешка · b7 чёрная пешка · c7 чёрная пешка · h7 чёрная пешка · d6 чёрная пешка · f6 чёрная ладья · e5 чёрный ферзь · c4 белая пешка · d4 чёрный конь · e4 белый слон · d3 белая пешка · f3 чёрная пешка · g3 белая пешка · a2 белая пешка · b2 белая пешка · d2 белый ферзь · h2 белая пешка · f1 белая ладья · h1 белый король | h8 чёрный король · a7 чёрная пешка · b7 чёрная пешка · c7 чёрная пешка · h7 чёрная пешка · d6 чёрная пешка · f6 чёрная ладья · e5 чёрный ферзь · c4 белая пешка · d4 чёрный конь · e4 белый слон · d3 белая пешка · f3 чёрная пешка · g3 белая пешка · a2 белая пешка · b2 белая пешка · d2 белый ферзь · h2 белая пешка · f1 белая ладья · h1 белый король | 2 |
| 1 | h8 чёрный король · a7 чёрная пешка · b7 чёрная пешка · c7 чёрная пешка · h7 чёрная пешка · d6 чёрная пешка · f6 чёрная ладья · e5 чёрный ферзь · c4 белая пешка · d4 чёрный конь · e4 белый слон · d3 белая пешка · f3 чёрная пешка · g3 белая пешка · a2 белая пешка · b2 белая пешка · d2 белый ферзь · h2 белая пешка · f1 белая ладья · h1 белый король | h8 чёрный король · a7 чёрная пешка · b7 чёрная пешка · c7 чёрная пешка · h7 чёрная пешка · d6 чёрная пешка · f6 чёрная ладья · e5 чёрный ферзь · c4 белая пешка · d4 чёрный конь · e4 белый слон · d3 белая пешка · f3 чёрная пешка · g3 белая пешка · a2 белая пешка · b2 белая пешка · d2 белый ферзь · h2 белая пешка · f1 белая ладья · h1 белый король | h8 чёрный король · a7 чёрная пешка · b7 чёрная пешка · c7 чёрная пешка · h7 чёрная пешка · d6 чёрная пешка · f6 чёрная ладья · e5 чёрный ферзь · c4 белая пешка · d4 чёрный конь · e4 белый слон · d3 белая пешка · f3 чёрная пешка · g3 белая пешка · a2 белая пешка · b2 белая пешка · d2 белый ферзь · h2 белая пешка · f1 белая ладья · h1 белый король | h8 чёрный король · a7 чёрная пешка · b7 чёрная пешка · c7 чёрная пешка · h7 чёрная пешка · d6 чёрная пешка · f6 чёрная ладья · e5 чёрный ферзь · c4 белая пешка · d4 чёрный конь · e4 белый слон · d3 белая пешка · f3 чёрная пешка · g3 белая пешка · a2 белая пешка · b2 белая пешка · d2 белый ферзь · h2 белая пешка · f1 белая ладья · h1 белый король | h8 чёрный король · a7 чёрная пешка · b7 чёрная пешка · c7 чёрная пешка · h7 чёрная пешка · d6 чёрная пешка · f6 чёрная ладья · e5 чёрный ферзь · c4 белая пешка · d4 чёрный конь · e4 белый слон · d3 белая пешка · f3 чёрная пешка · g3 белая пешка · a2 белая пешка · b2 белая пешка · d2 белый ферзь · h2 белая пешка · f1 белая ладья · h1 белый король | h8 чёрный король · a7 чёрная пешка · b7 чёрная пешка · c7 чёрная пешка · h7 чёрная пешка · d6 чёрная пешка · f6 чёрная ладья · e5 чёрный ферзь · c4 белая пешка · d4 чёрный конь · e4 белый слон · d3 белая пешка · f3 чёрная пешка · g3 белая пешка · a2 белая пешка · b2 белая пешка · d2 белый ферзь · h2 белая пешка · f1 белая ладья · h1 белый король | h8 чёрный король · a7 чёрная пешка · b7 чёрная пешка · c7 чёрная пешка · h7 чёрная пешка · d6 чёрная пешка · f6 чёрная ладья · e5 чёрный ферзь · c4 белая пешка · d4 чёрный конь · e4 белый слон · d3 белая пешка · f3 чёрная пешка · g3 белая пешка · a2 белая пешка · b2 белая пешка · d2 белый ферзь · h2 белая пешка · f1 белая ладья · h1 белый король | h8 чёрный король · a7 чёрная пешка · b7 чёрная пешка · c7 чёрная пешка · h7 чёрная пешка · d6 чёрная пешка · f6 чёрная ладья · e5 чёрный ферзь · c4 белая пешка · d4 чёрный конь · e4 белый слон · d3 белая пешка · f3 чёрная пешка · g3 белая пешка · a2 белая пешка · b2 белая пешка · d2 белый ферзь · h2 белая пешка · f1 белая ладья · h1 белый король | 1 |
|   | a | b | c | d | e | f | g | h |   |

Г. Голомбек — Н. Маклауд, 13-я Шахматная Олимпиада (Мюнхен, 1958), 
 3-я квалификационная группа (Англия — Шотландия, 6-й раунд, 3-я доска, 6.10.1958)
1.c4 Кf6 2.Кc3 g6 3.g3 Сg7 4.Сg2 O-O 5.Кf3 d6 6.0-0 Кc6 7.d3 e5

С перестановкой ходов игра пришла к позиции, характерной для «закрытой системы» английского начала. Здесь белые разыгрывают «закрытую систему» в сицилианской защите, имея лишний темп.

8.Сd2 Кh5 9.Фc1 f5 10.Кd5 f4 11.e3 g5 12.ef gf

(Интересно было 12…g4!? 13.Кh4 Кd4 14.Лe1 c6)

13.gf К:f4 14.К:f4 ef 15.Сc3 Сg4 16.С:g7 Кр: g7 17.Фc3+ Фf6 18.Лfe1 С:f3 19.С:f3 Кd4 20.Сe4 f3 21.Крh1 Крh8 22.Лg1 Лg8 23.Лg3 Л:g3 24.fg Лf8 25.Лf1 Фe5 26.Фd2 Лf6

Позиция приблизительно равная (см. диаграмму). Однако белые решили взять пешку, пропустив очевидный удар, ведущий к потере слона:

27.С:b7? Фe2! 28.Лf2 Ф:d2 29.Л:d2 f2 30.Сg2 f1Ф+ 31.С:f1 Л:f1+ 32.Крg2 Лf6 33.b4

У чёрных практически выигранная позиция — конь за две пешки и пассивное положение белых. Осталось лишь вывести короля в центр или на королевский фланг. Но вместо этого чёрные решили зафиксировать пешечную структуру в центре, предоставив белым контригру, связанную с надвижением пешек ферзевого фланга:

33…c5?! 34.b5 Лf3 35.a4 Лe3 36.a5 Кb3 37.Крf2 Лe8 38.Лa2 Кd4 39.Лb2 Лf8+?!

Чёрные окончательно теряют надежды на выигрыш (лучше было 39…Крg7)

40.Кe3 Лe8+ 41.Крf4 Крg7 42.b6 ab 43.Л:b6 Кe6+ 44.Крf5 Кd4+ Ничья.

## Шахматные и издательские программы
|   | a                                                   | b                                                   | c                                                   | d                                                   | e                                                   | f                                                   | g                                                   | h                                                   |   |
| - | --------------------------------------------------- | --------------------------------------------------- | --------------------------------------------------- | --------------------------------------------------- | --------------------------------------------------- | --------------------------------------------------- | --------------------------------------------------- | --------------------------------------------------- | - |
| 8 | e8 чёрный король · g6 белый ферзь · a1 белый король | e8 чёрный король · g6 белый ферзь · a1 белый король | e8 чёрный король · g6 белый ферзь · a1 белый король | e8 чёрный король · g6 белый ферзь · a1 белый король | e8 чёрный король · g6 белый ферзь · a1 белый король | e8 чёрный король · g6 белый ферзь · a1 белый король | e8 чёрный король · g6 белый ферзь · a1 белый король | e8 чёрный король · g6 белый ферзь · a1 белый король | 8 |
| 7 | e8 чёрный король · g6 белый ферзь · a1 белый король | e8 чёрный король · g6 белый ферзь · a1 белый король | e8 чёрный король · g6 белый ферзь · a1 белый король | e8 чёрный король · g6 белый ферзь · a1 белый король | e8 чёрный король · g6 белый ферзь · a1 белый король | e8 чёрный король · g6 белый ферзь · a1 белый король | e8 чёрный король · g6 белый ферзь · a1 белый король | e8 чёрный король · g6 белый ферзь · a1 белый король | 7 |
| 6 | e8 чёрный король · g6 белый ферзь · a1 белый король | e8 чёрный король · g6 белый ферзь · a1 белый король | e8 чёрный король · g6 белый ферзь · a1 белый король | e8 чёрный король · g6 белый ферзь · a1 белый король | e8 чёрный король · g6 белый ферзь · a1 белый король | e8 чёрный король · g6 белый ферзь · a1 белый король | e8 чёрный король · g6 белый ферзь · a1 белый король | e8 чёрный король · g6 белый ферзь · a1 белый король | 6 |
| 5 | e8 чёрный король · g6 белый ферзь · a1 белый король | e8 чёрный король · g6 белый ферзь · a1 белый король | e8 чёрный король · g6 белый ферзь · a1 белый король | e8 чёрный король · g6 белый ферзь · a1 белый король | e8 чёрный король · g6 белый ферзь · a1 белый король | e8 чёрный король · g6 белый ферзь · a1 белый король | e8 чёрный король · g6 белый ферзь · a1 белый король | e8 чёрный король · g6 белый ферзь · a1 белый король | 5 |
| 4 | e8 чёрный король · g6 белый ферзь · a1 белый король | e8 чёрный король · g6 белый ферзь · a1 белый король | e8 чёрный король · g6 белый ферзь · a1 белый король | e8 чёрный король · g6 белый ферзь · a1 белый король | e8 чёрный король · g6 белый ферзь · a1 белый король | e8 чёрный король · g6 белый ферзь · a1 белый король | e8 чёрный король · g6 белый ферзь · a1 белый король | e8 чёрный король · g6 белый ферзь · a1 белый король | 4 |
| 3 | e8 чёрный король · g6 белый ферзь · a1 белый король | e8 чёрный король · g6 белый ферзь · a1 белый король | e8 чёрный король · g6 белый ферзь · a1 белый король | e8 чёрный король · g6 белый ферзь · a1 белый король | e8 чёрный король · g6 белый ферзь · a1 белый король | e8 чёрный король · g6 белый ферзь · a1 белый король | e8 чёрный король · g6 белый ферзь · a1 белый король | e8 чёрный король · g6 белый ферзь · a1 белый король | 3 |
| 2 | e8 чёрный король · g6 белый ферзь · a1 белый король | e8 чёрный король · g6 белый ферзь · a1 белый король | e8 чёрный король · g6 белый ферзь · a1 белый король | e8 чёрный король · g6 белый ферзь · a1 белый король | e8 чёрный король · g6 белый ферзь · a1 белый король | e8 чёрный король · g6 белый ферзь · a1 белый король | e8 чёрный король · g6 белый ферзь · a1 белый король | e8 чёрный король · g6 белый ферзь · a1 белый король | 2 |
| 1 | e8 чёрный король · g6 белый ферзь · a1 белый король | e8 чёрный король · g6 белый ферзь · a1 белый король | e8 чёрный король · g6 белый ферзь · a1 белый король | e8 чёрный король · g6 белый ферзь · a1 белый король | e8 чёрный король · g6 белый ферзь · a1 белый король | e8 чёрный король · g6 белый ферзь · a1 белый король | e8 чёрный король · g6 белый ферзь · a1 белый король | e8 чёрный король · g6 белый ферзь · a1 белый король | 1 |
|   | a                                                   | b                                                   | c                                                   | d                                                   | e                                                   | f                                                   | g                                                   | h                                                   |   |

Профессиональная деятельность Нормана Маклауда принесла ему глубокие знания в области компьютерных технологий. Первой его компьютерной программой, связанной с шахматами, была программа для решения шахматных задач. После появления в середине 1980-х доступного персонального компьютера Sinclair QL Норман адаптировал свою программу для него, а затем адаптировал ещё раз, когда был выпущен компилятор языка C для этого компьютера, добившись значительного увеличения скорости решения задач.
Одним из важных достижений Маклауда в области шахматного программирования было создание компьютерной программы Composer («Композитор»).
В конце 1980-х Маклауд был членом подкомитета BCPS по улучшению способов издания печатного органа общества — журнала The Problemist. При поддержке Пола Валуа (главного редактора журнала с 1985 года) Брайан Стефенсон принял издательскую работу после смерти Маклауда.

## Шахматная композиция
Хотя Маклауд был сильным шахматистом-практиком, именно в области шахматной композиции он достиг наибольшего признания. 
Маклауд впервые заинтересовался шахматной композицией, ознакомившись с книгой Брайана Харли «Мат в два хода». Первая задача была опубликована в газете Глазго Геральд (англ. The Glasgow Herald) в 1943 году, когда Норману было 15 лет. Всего им составлено свыше 1000 шахматных задач. Рейтинг в Альбомах ФИДЕ на 28 мая 2024 года — 75,50 балла.
В 1980 году Норману Маклауду было присвоено звание международного арбитра ФИДЕ по разделам двух-, трёх- и многоходовок. В 1984 году он получил звание Международного мастера по шахматной композиции. По итогам Альбома ФИДЕ, выпущенного после смерти Маклауда в 1992 году, выполнил норму международного гроссмейстера. Это звание было присвоено Маклауду посмертно в 1993 году на конгрессе Постоянной комиссии ФИДЕ по шахматной композиции в Братиславе, о чём лично позаботился президент PCCC Клаус Венда.
В течение долгих лет Маклауд был членом Британского общества проблемистов (BCPS), а в период с 1979 по 1981 год — президентом этого общества.

### Избранные композиции
|   | a | b | c | d | e | f | g | h |   |
| - | --- | --- | --- | --- | --- | --- | --- | --- | - |
| 8 | a8 белый конь · e8 чёрный слон · h8 белый король · b7 чёрный конь · c7 белый ферзь · e7 белый слон · g7 белая ладья · h7 чёрная пешка · h6 чёрная ладья · b5 чёрная пешка · d5 чёрный король · d4 белый конь · e4 белая ладья · b3 чёрная пешка · e3 чёрный слон · f3 белая пешка · d2 чёрная ладья · f2 чёрная пешка · f1 чёрный ферзь | a8 белый конь · e8 чёрный слон · h8 белый король · b7 чёрный конь · c7 белый ферзь · e7 белый слон · g7 белая ладья · h7 чёрная пешка · h6 чёрная ладья · b5 чёрная пешка · d5 чёрный король · d4 белый конь · e4 белая ладья · b3 чёрная пешка · e3 чёрный слон · f3 белая пешка · d2 чёрная ладья · f2 чёрная пешка · f1 чёрный ферзь | a8 белый конь · e8 чёрный слон · h8 белый король · b7 чёрный конь · c7 белый ферзь · e7 белый слон · g7 белая ладья · h7 чёрная пешка · h6 чёрная ладья · b5 чёрная пешка · d5 чёрный король · d4 белый конь · e4 белая ладья · b3 чёрная пешка · e3 чёрный слон · f3 белая пешка · d2 чёрная ладья · f2 чёрная пешка · f1 чёрный ферзь | a8 белый конь · e8 чёрный слон · h8 белый король · b7 чёрный конь · c7 белый ферзь · e7 белый слон · g7 белая ладья · h7 чёрная пешка · h6 чёрная ладья · b5 чёрная пешка · d5 чёрный король · d4 белый конь · e4 белая ладья · b3 чёрная пешка · e3 чёрный слон · f3 белая пешка · d2 чёрная ладья · f2 чёрная пешка · f1 чёрный ферзь | a8 белый конь · e8 чёрный слон · h8 белый король · b7 чёрный конь · c7 белый ферзь · e7 белый слон · g7 белая ладья · h7 чёрная пешка · h6 чёрная ладья · b5 чёрная пешка · d5 чёрный король · d4 белый конь · e4 белая ладья · b3 чёрная пешка · e3 чёрный слон · f3 белая пешка · d2 чёрная ладья · f2 чёрная пешка · f1 чёрный ферзь | a8 белый конь · e8 чёрный слон · h8 белый король · b7 чёрный конь · c7 белый ферзь · e7 белый слон · g7 белая ладья · h7 чёрная пешка · h6 чёрная ладья · b5 чёрная пешка · d5 чёрный король · d4 белый конь · e4 белая ладья · b3 чёрная пешка · e3 чёрный слон · f3 белая пешка · d2 чёрная ладья · f2 чёрная пешка · f1 чёрный ферзь | a8 белый конь · e8 чёрный слон · h8 белый король · b7 чёрный конь · c7 белый ферзь · e7 белый слон · g7 белая ладья · h7 чёрная пешка · h6 чёрная ладья · b5 чёрная пешка · d5 чёрный король · d4 белый конь · e4 белая ладья · b3 чёрная пешка · e3 чёрный слон · f3 белая пешка · d2 чёрная ладья · f2 чёрная пешка · f1 чёрный ферзь | a8 белый конь · e8 чёрный слон · h8 белый король · b7 чёрный конь · c7 белый ферзь · e7 белый слон · g7 белая ладья · h7 чёрная пешка · h6 чёрная ладья · b5 чёрная пешка · d5 чёрный король · d4 белый конь · e4 белая ладья · b3 чёрная пешка · e3 чёрный слон · f3 белая пешка · d2 чёрная ладья · f2 чёрная пешка · f1 чёрный ферзь | 8 |
| 7 | a8 белый конь · e8 чёрный слон · h8 белый король · b7 чёрный конь · c7 белый ферзь · e7 белый слон · g7 белая ладья · h7 чёрная пешка · h6 чёрная ладья · b5 чёрная пешка · d5 чёрный король · d4 белый конь · e4 белая ладья · b3 чёрная пешка · e3 чёрный слон · f3 белая пешка · d2 чёрная ладья · f2 чёрная пешка · f1 чёрный ферзь | a8 белый конь · e8 чёрный слон · h8 белый король · b7 чёрный конь · c7 белый ферзь · e7 белый слон · g7 белая ладья · h7 чёрная пешка · h6 чёрная ладья · b5 чёрная пешка · d5 чёрный король · d4 белый конь · e4 белая ладья · b3 чёрная пешка · e3 чёрный слон · f3 белая пешка · d2 чёрная ладья · f2 чёрная пешка · f1 чёрный ферзь | a8 белый конь · e8 чёрный слон · h8 белый король · b7 чёрный конь · c7 белый ферзь · e7 белый слон · g7 белая ладья · h7 чёрная пешка · h6 чёрная ладья · b5 чёрная пешка · d5 чёрный король · d4 белый конь · e4 белая ладья · b3 чёрная пешка · e3 чёрный слон · f3 белая пешка · d2 чёрная ладья · f2 чёрная пешка · f1 чёрный ферзь | a8 белый конь · e8 чёрный слон · h8 белый король · b7 чёрный конь · c7 белый ферзь · e7 белый слон · g7 белая ладья · h7 чёрная пешка · h6 чёрная ладья · b5 чёрная пешка · d5 чёрный король · d4 белый конь · e4 белая ладья · b3 чёрная пешка · e3 чёрный слон · f3 белая пешка · d2 чёрная ладья · f2 чёрная пешка · f1 чёрный ферзь | a8 белый конь · e8 чёрный слон · h8 белый король · b7 чёрный конь · c7 белый ферзь · e7 белый слон · g7 белая ладья · h7 чёрная пешка · h6 чёрная ладья · b5 чёрная пешка · d5 чёрный король · d4 белый конь · e4 белая ладья · b3 чёрная пешка · e3 чёрный слон · f3 белая пешка · d2 чёрная ладья · f2 чёрная пешка · f1 чёрный ферзь | a8 белый конь · e8 чёрный слон · h8 белый король · b7 чёрный конь · c7 белый ферзь · e7 белый слон · g7 белая ладья · h7 чёрная пешка · h6 чёрная ладья · b5 чёрная пешка · d5 чёрный король · d4 белый конь · e4 белая ладья · b3 чёрная пешка · e3 чёрный слон · f3 белая пешка · d2 чёрная ладья · f2 чёрная пешка · f1 чёрный ферзь | a8 белый конь · e8 чёрный слон · h8 белый король · b7 чёрный конь · c7 белый ферзь · e7 белый слон · g7 белая ладья · h7 чёрная пешка · h6 чёрная ладья · b5 чёрная пешка · d5 чёрный король · d4 белый конь · e4 белая ладья · b3 чёрная пешка · e3 чёрный слон · f3 белая пешка · d2 чёрная ладья · f2 чёрная пешка · f1 чёрный ферзь | a8 белый конь · e8 чёрный слон · h8 белый король · b7 чёрный конь · c7 белый ферзь · e7 белый слон · g7 белая ладья · h7 чёрная пешка · h6 чёрная ладья · b5 чёрная пешка · d5 чёрный король · d4 белый конь · e4 белая ладья · b3 чёрная пешка · e3 чёрный слон · f3 белая пешка · d2 чёрная ладья · f2 чёрная пешка · f1 чёрный ферзь | 7 |
| 6 | a8 белый конь · e8 чёрный слон · h8 белый король · b7 чёрный конь · c7 белый ферзь · e7 белый слон · g7 белая ладья · h7 чёрная пешка · h6 чёрная ладья · b5 чёрная пешка · d5 чёрный король · d4 белый конь · e4 белая ладья · b3 чёрная пешка · e3 чёрный слон · f3 белая пешка · d2 чёрная ладья · f2 чёрная пешка · f1 чёрный ферзь | a8 белый конь · e8 чёрный слон · h8 белый король · b7 чёрный конь · c7 белый ферзь · e7 белый слон · g7 белая ладья · h7 чёрная пешка · h6 чёрная ладья · b5 чёрная пешка · d5 чёрный король · d4 белый конь · e4 белая ладья · b3 чёрная пешка · e3 чёрный слон · f3 белая пешка · d2 чёрная ладья · f2 чёрная пешка · f1 чёрный ферзь | a8 белый конь · e8 чёрный слон · h8 белый король · b7 чёрный конь · c7 белый ферзь · e7 белый слон · g7 белая ладья · h7 чёрная пешка · h6 чёрная ладья · b5 чёрная пешка · d5 чёрный король · d4 белый конь · e4 белая ладья · b3 чёрная пешка · e3 чёрный слон · f3 белая пешка · d2 чёрная ладья · f2 чёрная пешка · f1 чёрный ферзь | a8 белый конь · e8 чёрный слон · h8 белый король · b7 чёрный конь · c7 белый ферзь · e7 белый слон · g7 белая ладья · h7 чёрная пешка · h6 чёрная ладья · b5 чёрная пешка · d5 чёрный король · d4 белый конь · e4 белая ладья · b3 чёрная пешка · e3 чёрный слон · f3 белая пешка · d2 чёрная ладья · f2 чёрная пешка · f1 чёрный ферзь | a8 белый конь · e8 чёрный слон · h8 белый король · b7 чёрный конь · c7 белый ферзь · e7 белый слон · g7 белая ладья · h7 чёрная пешка · h6 чёрная ладья · b5 чёрная пешка · d5 чёрный король · d4 белый конь · e4 белая ладья · b3 чёрная пешка · e3 чёрный слон · f3 белая пешка · d2 чёрная ладья · f2 чёрная пешка · f1 чёрный ферзь | a8 белый конь · e8 чёрный слон · h8 белый король · b7 чёрный конь · c7 белый ферзь · e7 белый слон · g7 белая ладья · h7 чёрная пешка · h6 чёрная ладья · b5 чёрная пешка · d5 чёрный король · d4 белый конь · e4 белая ладья · b3 чёрная пешка · e3 чёрный слон · f3 белая пешка · d2 чёрная ладья · f2 чёрная пешка · f1 чёрный ферзь | a8 белый конь · e8 чёрный слон · h8 белый король · b7 чёрный конь · c7 белый ферзь · e7 белый слон · g7 белая ладья · h7 чёрная пешка · h6 чёрная ладья · b5 чёрная пешка · d5 чёрный король · d4 белый конь · e4 белая ладья · b3 чёрная пешка · e3 чёрный слон · f3 белая пешка · d2 чёрная ладья · f2 чёрная пешка · f1 чёрный ферзь | a8 белый конь · e8 чёрный слон · h8 белый король · b7 чёрный конь · c7 белый ферзь · e7 белый слон · g7 белая ладья · h7 чёрная пешка · h6 чёрная ладья · b5 чёрная пешка · d5 чёрный король · d4 белый конь · e4 белая ладья · b3 чёрная пешка · e3 чёрный слон · f3 белая пешка · d2 чёрная ладья · f2 чёрная пешка · f1 чёрный ферзь | 6 |
| 5 | a8 белый конь · e8 чёрный слон · h8 белый король · b7 чёрный конь · c7 белый ферзь · e7 белый слон · g7 белая ладья · h7 чёрная пешка · h6 чёрная ладья · b5 чёрная пешка · d5 чёрный король · d4 белый конь · e4 белая ладья · b3 чёрная пешка · e3 чёрный слон · f3 белая пешка · d2 чёрная ладья · f2 чёрная пешка · f1 чёрный ферзь | a8 белый конь · e8 чёрный слон · h8 белый король · b7 чёрный конь · c7 белый ферзь · e7 белый слон · g7 белая ладья · h7 чёрная пешка · h6 чёрная ладья · b5 чёрная пешка · d5 чёрный король · d4 белый конь · e4 белая ладья · b3 чёрная пешка · e3 чёрный слон · f3 белая пешка · d2 чёрная ладья · f2 чёрная пешка · f1 чёрный ферзь | a8 белый конь · e8 чёрный слон · h8 белый король · b7 чёрный конь · c7 белый ферзь · e7 белый слон · g7 белая ладья · h7 чёрная пешка · h6 чёрная ладья · b5 чёрная пешка · d5 чёрный король · d4 белый конь · e4 белая ладья · b3 чёрная пешка · e3 чёрный слон · f3 белая пешка · d2 чёрная ладья · f2 чёрная пешка · f1 чёрный ферзь | a8 белый конь · e8 чёрный слон · h8 белый король · b7 чёрный конь · c7 белый ферзь · e7 белый слон · g7 белая ладья · h7 чёрная пешка · h6 чёрная ладья · b5 чёрная пешка · d5 чёрный король · d4 белый конь · e4 белая ладья · b3 чёрная пешка · e3 чёрный слон · f3 белая пешка · d2 чёрная ладья · f2 чёрная пешка · f1 чёрный ферзь | a8 белый конь · e8 чёрный слон · h8 белый король · b7 чёрный конь · c7 белый ферзь · e7 белый слон · g7 белая ладья · h7 чёрная пешка · h6 чёрная ладья · b5 чёрная пешка · d5 чёрный король · d4 белый конь · e4 белая ладья · b3 чёрная пешка · e3 чёрный слон · f3 белая пешка · d2 чёрная ладья · f2 чёрная пешка · f1 чёрный ферзь | a8 белый конь · e8 чёрный слон · h8 белый король · b7 чёрный конь · c7 белый ферзь · e7 белый слон · g7 белая ладья · h7 чёрная пешка · h6 чёрная ладья · b5 чёрная пешка · d5 чёрный король · d4 белый конь · e4 белая ладья · b3 чёрная пешка · e3 чёрный слон · f3 белая пешка · d2 чёрная ладья · f2 чёрная пешка · f1 чёрный ферзь | a8 белый конь · e8 чёрный слон · h8 белый король · b7 чёрный конь · c7 белый ферзь · e7 белый слон · g7 белая ладья · h7 чёрная пешка · h6 чёрная ладья · b5 чёрная пешка · d5 чёрный король · d4 белый конь · e4 белая ладья · b3 чёрная пешка · e3 чёрный слон · f3 белая пешка · d2 чёрная ладья · f2 чёрная пешка · f1 чёрный ферзь | a8 белый конь · e8 чёрный слон · h8 белый король · b7 чёрный конь · c7 белый ферзь · e7 белый слон · g7 белая ладья · h7 чёрная пешка · h6 чёрная ладья · b5 чёрная пешка · d5 чёрный король · d4 белый конь · e4 белая ладья · b3 чёрная пешка · e3 чёрный слон · f3 белая пешка · d2 чёрная ладья · f2 чёрная пешка · f1 чёрный ферзь | 5 |
| 4 | a8 белый конь · e8 чёрный слон · h8 белый король · b7 чёрный конь · c7 белый ферзь · e7 белый слон · g7 белая ладья · h7 чёрная пешка · h6 чёрная ладья · b5 чёрная пешка · d5 чёрный король · d4 белый конь · e4 белая ладья · b3 чёрная пешка · e3 чёрный слон · f3 белая пешка · d2 чёрная ладья · f2 чёрная пешка · f1 чёрный ферзь | a8 белый конь · e8 чёрный слон · h8 белый король · b7 чёрный конь · c7 белый ферзь · e7 белый слон · g7 белая ладья · h7 чёрная пешка · h6 чёрная ладья · b5 чёрная пешка · d5 чёрный король · d4 белый конь · e4 белая ладья · b3 чёрная пешка · e3 чёрный слон · f3 белая пешка · d2 чёрная ладья · f2 чёрная пешка · f1 чёрный ферзь | a8 белый конь · e8 чёрный слон · h8 белый король · b7 чёрный конь · c7 белый ферзь · e7 белый слон · g7 белая ладья · h7 чёрная пешка · h6 чёрная ладья · b5 чёрная пешка · d5 чёрный король · d4 белый конь · e4 белая ладья · b3 чёрная пешка · e3 чёрный слон · f3 белая пешка · d2 чёрная ладья · f2 чёрная пешка · f1 чёрный ферзь | a8 белый конь · e8 чёрный слон · h8 белый король · b7 чёрный конь · c7 белый ферзь · e7 белый слон · g7 белая ладья · h7 чёрная пешка · h6 чёрная ладья · b5 чёрная пешка · d5 чёрный король · d4 белый конь · e4 белая ладья · b3 чёрная пешка · e3 чёрный слон · f3 белая пешка · d2 чёрная ладья · f2 чёрная пешка · f1 чёрный ферзь | a8 белый конь · e8 чёрный слон · h8 белый король · b7 чёрный конь · c7 белый ферзь · e7 белый слон · g7 белая ладья · h7 чёрная пешка · h6 чёрная ладья · b5 чёрная пешка · d5 чёрный король · d4 белый конь · e4 белая ладья · b3 чёрная пешка · e3 чёрный слон · f3 белая пешка · d2 чёрная ладья · f2 чёрная пешка · f1 чёрный ферзь | a8 белый конь · e8 чёрный слон · h8 белый король · b7 чёрный конь · c7 белый ферзь · e7 белый слон · g7 белая ладья · h7 чёрная пешка · h6 чёрная ладья · b5 чёрная пешка · d5 чёрный король · d4 белый конь · e4 белая ладья · b3 чёрная пешка · e3 чёрный слон · f3 белая пешка · d2 чёрная ладья · f2 чёрная пешка · f1 чёрный ферзь | a8 белый конь · e8 чёрный слон · h8 белый король · b7 чёрный конь · c7 белый ферзь · e7 белый слон · g7 белая ладья · h7 чёрная пешка · h6 чёрная ладья · b5 чёрная пешка · d5 чёрный король · d4 белый конь · e4 белая ладья · b3 чёрная пешка · e3 чёрный слон · f3 белая пешка · d2 чёрная ладья · f2 чёрная пешка · f1 чёрный ферзь | a8 белый конь · e8 чёрный слон · h8 белый король · b7 чёрный конь · c7 белый ферзь · e7 белый слон · g7 белая ладья · h7 чёрная пешка · h6 чёрная ладья · b5 чёрная пешка · d5 чёрный король · d4 белый конь · e4 белая ладья · b3 чёрная пешка · e3 чёрный слон · f3 белая пешка · d2 чёрная ладья · f2 чёрная пешка · f1 чёрный ферзь | 4 |
| 3 | a8 белый конь · e8 чёрный слон · h8 белый король · b7 чёрный конь · c7 белый ферзь · e7 белый слон · g7 белая ладья · h7 чёрная пешка · h6 чёрная ладья · b5 чёрная пешка · d5 чёрный король · d4 белый конь · e4 белая ладья · b3 чёрная пешка · e3 чёрный слон · f3 белая пешка · d2 чёрная ладья · f2 чёрная пешка · f1 чёрный ферзь | a8 белый конь · e8 чёрный слон · h8 белый король · b7 чёрный конь · c7 белый ферзь · e7 белый слон · g7 белая ладья · h7 чёрная пешка · h6 чёрная ладья · b5 чёрная пешка · d5 чёрный король · d4 белый конь · e4 белая ладья · b3 чёрная пешка · e3 чёрный слон · f3 белая пешка · d2 чёрная ладья · f2 чёрная пешка · f1 чёрный ферзь | a8 белый конь · e8 чёрный слон · h8 белый король · b7 чёрный конь · c7 белый ферзь · e7 белый слон · g7 белая ладья · h7 чёрная пешка · h6 чёрная ладья · b5 чёрная пешка · d5 чёрный король · d4 белый конь · e4 белая ладья · b3 чёрная пешка · e3 чёрный слон · f3 белая пешка · d2 чёрная ладья · f2 чёрная пешка · f1 чёрный ферзь | a8 белый конь · e8 чёрный слон · h8 белый король · b7 чёрный конь · c7 белый ферзь · e7 белый слон · g7 белая ладья · h7 чёрная пешка · h6 чёрная ладья · b5 чёрная пешка · d5 чёрный король · d4 белый конь · e4 белая ладья · b3 чёрная пешка · e3 чёрный слон · f3 белая пешка · d2 чёрная ладья · f2 чёрная пешка · f1 чёрный ферзь | a8 белый конь · e8 чёрный слон · h8 белый король · b7 чёрный конь · c7 белый ферзь · e7 белый слон · g7 белая ладья · h7 чёрная пешка · h6 чёрная ладья · b5 чёрная пешка · d5 чёрный король · d4 белый конь · e4 белая ладья · b3 чёрная пешка · e3 чёрный слон · f3 белая пешка · d2 чёрная ладья · f2 чёрная пешка · f1 чёрный ферзь | a8 белый конь · e8 чёрный слон · h8 белый король · b7 чёрный конь · c7 белый ферзь · e7 белый слон · g7 белая ладья · h7 чёрная пешка · h6 чёрная ладья · b5 чёрная пешка · d5 чёрный король · d4 белый конь · e4 белая ладья · b3 чёрная пешка · e3 чёрный слон · f3 белая пешка · d2 чёрная ладья · f2 чёрная пешка · f1 чёрный ферзь | a8 белый конь · e8 чёрный слон · h8 белый король · b7 чёрный конь · c7 белый ферзь · e7 белый слон · g7 белая ладья · h7 чёрная пешка · h6 чёрная ладья · b5 чёрная пешка · d5 чёрный король · d4 белый конь · e4 белая ладья · b3 чёрная пешка · e3 чёрный слон · f3 белая пешка · d2 чёрная ладья · f2 чёрная пешка · f1 чёрный ферзь | a8 белый конь · e8 чёрный слон · h8 белый король · b7 чёрный конь · c7 белый ферзь · e7 белый слон · g7 белая ладья · h7 чёрная пешка · h6 чёрная ладья · b5 чёрная пешка · d5 чёрный король · d4 белый конь · e4 белая ладья · b3 чёрная пешка · e3 чёрный слон · f3 белая пешка · d2 чёрная ладья · f2 чёрная пешка · f1 чёрный ферзь | 3 |
| 2 | a8 белый конь · e8 чёрный слон · h8 белый король · b7 чёрный конь · c7 белый ферзь · e7 белый слон · g7 белая ладья · h7 чёрная пешка · h6 чёрная ладья · b5 чёрная пешка · d5 чёрный король · d4 белый конь · e4 белая ладья · b3 чёрная пешка · e3 чёрный слон · f3 белая пешка · d2 чёрная ладья · f2 чёрная пешка · f1 чёрный ферзь | a8 белый конь · e8 чёрный слон · h8 белый король · b7 чёрный конь · c7 белый ферзь · e7 белый слон · g7 белая ладья · h7 чёрная пешка · h6 чёрная ладья · b5 чёрная пешка · d5 чёрный король · d4 белый конь · e4 белая ладья · b3 чёрная пешка · e3 чёрный слон · f3 белая пешка · d2 чёрная ладья · f2 чёрная пешка · f1 чёрный ферзь | a8 белый конь · e8 чёрный слон · h8 белый король · b7 чёрный конь · c7 белый ферзь · e7 белый слон · g7 белая ладья · h7 чёрная пешка · h6 чёрная ладья · b5 чёрная пешка · d5 чёрный король · d4 белый конь · e4 белая ладья · b3 чёрная пешка · e3 чёрный слон · f3 белая пешка · d2 чёрная ладья · f2 чёрная пешка · f1 чёрный ферзь | a8 белый конь · e8 чёрный слон · h8 белый король · b7 чёрный конь · c7 белый ферзь · e7 белый слон · g7 белая ладья · h7 чёрная пешка · h6 чёрная ладья · b5 чёрная пешка · d5 чёрный король · d4 белый конь · e4 белая ладья · b3 чёрная пешка · e3 чёрный слон · f3 белая пешка · d2 чёрная ладья · f2 чёрная пешка · f1 чёрный ферзь | a8 белый конь · e8 чёрный слон · h8 белый король · b7 чёрный конь · c7 белый ферзь · e7 белый слон · g7 белая ладья · h7 чёрная пешка · h6 чёрная ладья · b5 чёрная пешка · d5 чёрный король · d4 белый конь · e4 белая ладья · b3 чёрная пешка · e3 чёрный слон · f3 белая пешка · d2 чёрная ладья · f2 чёрная пешка · f1 чёрный ферзь | a8 белый конь · e8 чёрный слон · h8 белый король · b7 чёрный конь · c7 белый ферзь · e7 белый слон · g7 белая ладья · h7 чёрная пешка · h6 чёрная ладья · b5 чёрная пешка · d5 чёрный король · d4 белый конь · e4 белая ладья · b3 чёрная пешка · e3 чёрный слон · f3 белая пешка · d2 чёрная ладья · f2 чёрная пешка · f1 чёрный ферзь | a8 белый конь · e8 чёрный слон · h8 белый король · b7 чёрный конь · c7 белый ферзь · e7 белый слон · g7 белая ладья · h7 чёрная пешка · h6 чёрная ладья · b5 чёрная пешка · d5 чёрный король · d4 белый конь · e4 белая ладья · b3 чёрная пешка · e3 чёрный слон · f3 белая пешка · d2 чёрная ладья · f2 чёрная пешка · f1 чёрный ферзь | a8 белый конь · e8 чёрный слон · h8 белый король · b7 чёрный конь · c7 белый ферзь · e7 белый слон · g7 белая ладья · h7 чёрная пешка · h6 чёрная ладья · b5 чёрная пешка · d5 чёрный король · d4 белый конь · e4 белая ладья · b3 чёрная пешка · e3 чёрный слон · f3 белая пешка · d2 чёрная ладья · f2 чёрная пешка · f1 чёрный ферзь | 2 |
| 1 | a8 белый конь · e8 чёрный слон · h8 белый король · b7 чёрный конь · c7 белый ферзь · e7 белый слон · g7 белая ладья · h7 чёрная пешка · h6 чёрная ладья · b5 чёрная пешка · d5 чёрный король · d4 белый конь · e4 белая ладья · b3 чёрная пешка · e3 чёрный слон · f3 белая пешка · d2 чёрная ладья · f2 чёрная пешка · f1 чёрный ферзь | a8 белый конь · e8 чёрный слон · h8 белый король · b7 чёрный конь · c7 белый ферзь · e7 белый слон · g7 белая ладья · h7 чёрная пешка · h6 чёрная ладья · b5 чёрная пешка · d5 чёрный король · d4 белый конь · e4 белая ладья · b3 чёрная пешка · e3 чёрный слон · f3 белая пешка · d2 чёрная ладья · f2 чёрная пешка · f1 чёрный ферзь | a8 белый конь · e8 чёрный слон · h8 белый король · b7 чёрный конь · c7 белый ферзь · e7 белый слон · g7 белая ладья · h7 чёрная пешка · h6 чёрная ладья · b5 чёрная пешка · d5 чёрный король · d4 белый конь · e4 белая ладья · b3 чёрная пешка · e3 чёрный слон · f3 белая пешка · d2 чёрная ладья · f2 чёрная пешка · f1 чёрный ферзь | a8 белый конь · e8 чёрный слон · h8 белый король · b7 чёрный конь · c7 белый ферзь · e7 белый слон · g7 белая ладья · h7 чёрная пешка · h6 чёрная ладья · b5 чёрная пешка · d5 чёрный король · d4 белый конь · e4 белая ладья · b3 чёрная пешка · e3 чёрный слон · f3 белая пешка · d2 чёрная ладья · f2 чёрная пешка · f1 чёрный ферзь | a8 белый конь · e8 чёрный слон · h8 белый король · b7 чёрный конь · c7 белый ферзь · e7 белый слон · g7 белая ладья · h7 чёрная пешка · h6 чёрная ладья · b5 чёрная пешка · d5 чёрный король · d4 белый конь · e4 белая ладья · b3 чёрная пешка · e3 чёрный слон · f3 белая пешка · d2 чёрная ладья · f2 чёрная пешка · f1 чёрный ферзь | a8 белый конь · e8 чёрный слон · h8 белый король · b7 чёрный конь · c7 белый ферзь · e7 белый слон · g7 белая ладья · h7 чёрная пешка · h6 чёрная ладья · b5 чёрная пешка · d5 чёрный король · d4 белый конь · e4 белая ладья · b3 чёрная пешка · e3 чёрный слон · f3 белая пешка · d2 чёрная ладья · f2 чёрная пешка · f1 чёрный ферзь | a8 белый конь · e8 чёрный слон · h8 белый король · b7 чёрный конь · c7 белый ферзь · e7 белый слон · g7 белая ладья · h7 чёрная пешка · h6 чёрная ладья · b5 чёрная пешка · d5 чёрный король · d4 белый конь · e4 белая ладья · b3 чёрная пешка · e3 чёрный слон · f3 белая пешка · d2 чёрная ладья · f2 чёрная пешка · f1 чёрный ферзь | a8 белый конь · e8 чёрный слон · h8 белый король · b7 чёрный конь · c7 белый ферзь · e7 белый слон · g7 белая ладья · h7 чёрная пешка · h6 чёрная ладья · b5 чёрная пешка · d5 чёрный король · d4 белый конь · e4 белая ладья · b3 чёрная пешка · e3 чёрный слон · f3 белая пешка · d2 чёрная ладья · f2 чёрная пешка · f1 чёрный ферзь | 1 |
|   | a | b | c | d | e | f | g | h |   |

Мат в 2 хода.
Иллюзорная игра:

1...Фc4 (a) 2.Фe5# (A),

1...Л:d4 (b) 2.Лe5# (B),

1...Сc6 (c) 2.Kb6# (C)
Решение:
1.Kc6! угроза 2.Kb4#

1...Фc4 (a) 2.Лe5# (B),

1...Лd4 (b) 2.Kb6# (C),

1...С:c6 (c) 2.Фe5# (A)
Одна из первых в мире задач с темой Лачного — циклическое чередование трёх ответов белых на неизменные ходы чёрных.
|   | a | b | c | d | e | f | g | h |   |
| - | --- | --- | --- | --- | --- | --- | --- | --- | - |
| 8 | a8 чёрный король · d8 белый конь · f8 чёрный конь · a7 белая пешка · h7 чёрная пешка · b6 белый слон · e5 белая пешка · h5 чёрная ладья · a4 чёрная пешка · c4 чёрная пешка · d4 белая пешка · e4 белый король · f4 белая пешка · a3 чёрный ферзь · b3 чёрная пешка · d3 чёрная пешка · e3 белая пешка · a2 чёрная ладья · b2 белая пешка · c2 чёрная пешка · e2 белый конь · h2 чёрная пешка · e1 чёрный слон · h1 белый слон | a8 чёрный король · d8 белый конь · f8 чёрный конь · a7 белая пешка · h7 чёрная пешка · b6 белый слон · e5 белая пешка · h5 чёрная ладья · a4 чёрная пешка · c4 чёрная пешка · d4 белая пешка · e4 белый король · f4 белая пешка · a3 чёрный ферзь · b3 чёрная пешка · d3 чёрная пешка · e3 белая пешка · a2 чёрная ладья · b2 белая пешка · c2 чёрная пешка · e2 белый конь · h2 чёрная пешка · e1 чёрный слон · h1 белый слон | a8 чёрный король · d8 белый конь · f8 чёрный конь · a7 белая пешка · h7 чёрная пешка · b6 белый слон · e5 белая пешка · h5 чёрная ладья · a4 чёрная пешка · c4 чёрная пешка · d4 белая пешка · e4 белый король · f4 белая пешка · a3 чёрный ферзь · b3 чёрная пешка · d3 чёрная пешка · e3 белая пешка · a2 чёрная ладья · b2 белая пешка · c2 чёрная пешка · e2 белый конь · h2 чёрная пешка · e1 чёрный слон · h1 белый слон | a8 чёрный король · d8 белый конь · f8 чёрный конь · a7 белая пешка · h7 чёрная пешка · b6 белый слон · e5 белая пешка · h5 чёрная ладья · a4 чёрная пешка · c4 чёрная пешка · d4 белая пешка · e4 белый король · f4 белая пешка · a3 чёрный ферзь · b3 чёрная пешка · d3 чёрная пешка · e3 белая пешка · a2 чёрная ладья · b2 белая пешка · c2 чёрная пешка · e2 белый конь · h2 чёрная пешка · e1 чёрный слон · h1 белый слон | a8 чёрный король · d8 белый конь · f8 чёрный конь · a7 белая пешка · h7 чёрная пешка · b6 белый слон · e5 белая пешка · h5 чёрная ладья · a4 чёрная пешка · c4 чёрная пешка · d4 белая пешка · e4 белый король · f4 белая пешка · a3 чёрный ферзь · b3 чёрная пешка · d3 чёрная пешка · e3 белая пешка · a2 чёрная ладья · b2 белая пешка · c2 чёрная пешка · e2 белый конь · h2 чёрная пешка · e1 чёрный слон · h1 белый слон | a8 чёрный король · d8 белый конь · f8 чёрный конь · a7 белая пешка · h7 чёрная пешка · b6 белый слон · e5 белая пешка · h5 чёрная ладья · a4 чёрная пешка · c4 чёрная пешка · d4 белая пешка · e4 белый король · f4 белая пешка · a3 чёрный ферзь · b3 чёрная пешка · d3 чёрная пешка · e3 белая пешка · a2 чёрная ладья · b2 белая пешка · c2 чёрная пешка · e2 белый конь · h2 чёрная пешка · e1 чёрный слон · h1 белый слон | a8 чёрный король · d8 белый конь · f8 чёрный конь · a7 белая пешка · h7 чёрная пешка · b6 белый слон · e5 белая пешка · h5 чёрная ладья · a4 чёрная пешка · c4 чёрная пешка · d4 белая пешка · e4 белый король · f4 белая пешка · a3 чёрный ферзь · b3 чёрная пешка · d3 чёрная пешка · e3 белая пешка · a2 чёрная ладья · b2 белая пешка · c2 чёрная пешка · e2 белый конь · h2 чёрная пешка · e1 чёрный слон · h1 белый слон | a8 чёрный король · d8 белый конь · f8 чёрный конь · a7 белая пешка · h7 чёрная пешка · b6 белый слон · e5 белая пешка · h5 чёрная ладья · a4 чёрная пешка · c4 чёрная пешка · d4 белая пешка · e4 белый король · f4 белая пешка · a3 чёрный ферзь · b3 чёрная пешка · d3 чёрная пешка · e3 белая пешка · a2 чёрная ладья · b2 белая пешка · c2 чёрная пешка · e2 белый конь · h2 чёрная пешка · e1 чёрный слон · h1 белый слон | 8 |
| 7 | a8 чёрный король · d8 белый конь · f8 чёрный конь · a7 белая пешка · h7 чёрная пешка · b6 белый слон · e5 белая пешка · h5 чёрная ладья · a4 чёрная пешка · c4 чёрная пешка · d4 белая пешка · e4 белый король · f4 белая пешка · a3 чёрный ферзь · b3 чёрная пешка · d3 чёрная пешка · e3 белая пешка · a2 чёрная ладья · b2 белая пешка · c2 чёрная пешка · e2 белый конь · h2 чёрная пешка · e1 чёрный слон · h1 белый слон | a8 чёрный король · d8 белый конь · f8 чёрный конь · a7 белая пешка · h7 чёрная пешка · b6 белый слон · e5 белая пешка · h5 чёрная ладья · a4 чёрная пешка · c4 чёрная пешка · d4 белая пешка · e4 белый король · f4 белая пешка · a3 чёрный ферзь · b3 чёрная пешка · d3 чёрная пешка · e3 белая пешка · a2 чёрная ладья · b2 белая пешка · c2 чёрная пешка · e2 белый конь · h2 чёрная пешка · e1 чёрный слон · h1 белый слон | a8 чёрный король · d8 белый конь · f8 чёрный конь · a7 белая пешка · h7 чёрная пешка · b6 белый слон · e5 белая пешка · h5 чёрная ладья · a4 чёрная пешка · c4 чёрная пешка · d4 белая пешка · e4 белый король · f4 белая пешка · a3 чёрный ферзь · b3 чёрная пешка · d3 чёрная пешка · e3 белая пешка · a2 чёрная ладья · b2 белая пешка · c2 чёрная пешка · e2 белый конь · h2 чёрная пешка · e1 чёрный слон · h1 белый слон | a8 чёрный король · d8 белый конь · f8 чёрный конь · a7 белая пешка · h7 чёрная пешка · b6 белый слон · e5 белая пешка · h5 чёрная ладья · a4 чёрная пешка · c4 чёрная пешка · d4 белая пешка · e4 белый король · f4 белая пешка · a3 чёрный ферзь · b3 чёрная пешка · d3 чёрная пешка · e3 белая пешка · a2 чёрная ладья · b2 белая пешка · c2 чёрная пешка · e2 белый конь · h2 чёрная пешка · e1 чёрный слон · h1 белый слон | a8 чёрный король · d8 белый конь · f8 чёрный конь · a7 белая пешка · h7 чёрная пешка · b6 белый слон · e5 белая пешка · h5 чёрная ладья · a4 чёрная пешка · c4 чёрная пешка · d4 белая пешка · e4 белый король · f4 белая пешка · a3 чёрный ферзь · b3 чёрная пешка · d3 чёрная пешка · e3 белая пешка · a2 чёрная ладья · b2 белая пешка · c2 чёрная пешка · e2 белый конь · h2 чёрная пешка · e1 чёрный слон · h1 белый слон | a8 чёрный король · d8 белый конь · f8 чёрный конь · a7 белая пешка · h7 чёрная пешка · b6 белый слон · e5 белая пешка · h5 чёрная ладья · a4 чёрная пешка · c4 чёрная пешка · d4 белая пешка · e4 белый король · f4 белая пешка · a3 чёрный ферзь · b3 чёрная пешка · d3 чёрная пешка · e3 белая пешка · a2 чёрная ладья · b2 белая пешка · c2 чёрная пешка · e2 белый конь · h2 чёрная пешка · e1 чёрный слон · h1 белый слон | a8 чёрный король · d8 белый конь · f8 чёрный конь · a7 белая пешка · h7 чёрная пешка · b6 белый слон · e5 белая пешка · h5 чёрная ладья · a4 чёрная пешка · c4 чёрная пешка · d4 белая пешка · e4 белый король · f4 белая пешка · a3 чёрный ферзь · b3 чёрная пешка · d3 чёрная пешка · e3 белая пешка · a2 чёрная ладья · b2 белая пешка · c2 чёрная пешка · e2 белый конь · h2 чёрная пешка · e1 чёрный слон · h1 белый слон | a8 чёрный король · d8 белый конь · f8 чёрный конь · a7 белая пешка · h7 чёрная пешка · b6 белый слон · e5 белая пешка · h5 чёрная ладья · a4 чёрная пешка · c4 чёрная пешка · d4 белая пешка · e4 белый король · f4 белая пешка · a3 чёрный ферзь · b3 чёрная пешка · d3 чёрная пешка · e3 белая пешка · a2 чёрная ладья · b2 белая пешка · c2 чёрная пешка · e2 белый конь · h2 чёрная пешка · e1 чёрный слон · h1 белый слон | 7 |
| 6 | a8 чёрный король · d8 белый конь · f8 чёрный конь · a7 белая пешка · h7 чёрная пешка · b6 белый слон · e5 белая пешка · h5 чёрная ладья · a4 чёрная пешка · c4 чёрная пешка · d4 белая пешка · e4 белый король · f4 белая пешка · a3 чёрный ферзь · b3 чёрная пешка · d3 чёрная пешка · e3 белая пешка · a2 чёрная ладья · b2 белая пешка · c2 чёрная пешка · e2 белый конь · h2 чёрная пешка · e1 чёрный слон · h1 белый слон | a8 чёрный король · d8 белый конь · f8 чёрный конь · a7 белая пешка · h7 чёрная пешка · b6 белый слон · e5 белая пешка · h5 чёрная ладья · a4 чёрная пешка · c4 чёрная пешка · d4 белая пешка · e4 белый король · f4 белая пешка · a3 чёрный ферзь · b3 чёрная пешка · d3 чёрная пешка · e3 белая пешка · a2 чёрная ладья · b2 белая пешка · c2 чёрная пешка · e2 белый конь · h2 чёрная пешка · e1 чёрный слон · h1 белый слон | a8 чёрный король · d8 белый конь · f8 чёрный конь · a7 белая пешка · h7 чёрная пешка · b6 белый слон · e5 белая пешка · h5 чёрная ладья · a4 чёрная пешка · c4 чёрная пешка · d4 белая пешка · e4 белый король · f4 белая пешка · a3 чёрный ферзь · b3 чёрная пешка · d3 чёрная пешка · e3 белая пешка · a2 чёрная ладья · b2 белая пешка · c2 чёрная пешка · e2 белый конь · h2 чёрная пешка · e1 чёрный слон · h1 белый слон | a8 чёрный король · d8 белый конь · f8 чёрный конь · a7 белая пешка · h7 чёрная пешка · b6 белый слон · e5 белая пешка · h5 чёрная ладья · a4 чёрная пешка · c4 чёрная пешка · d4 белая пешка · e4 белый король · f4 белая пешка · a3 чёрный ферзь · b3 чёрная пешка · d3 чёрная пешка · e3 белая пешка · a2 чёрная ладья · b2 белая пешка · c2 чёрная пешка · e2 белый конь · h2 чёрная пешка · e1 чёрный слон · h1 белый слон | a8 чёрный король · d8 белый конь · f8 чёрный конь · a7 белая пешка · h7 чёрная пешка · b6 белый слон · e5 белая пешка · h5 чёрная ладья · a4 чёрная пешка · c4 чёрная пешка · d4 белая пешка · e4 белый король · f4 белая пешка · a3 чёрный ферзь · b3 чёрная пешка · d3 чёрная пешка · e3 белая пешка · a2 чёрная ладья · b2 белая пешка · c2 чёрная пешка · e2 белый конь · h2 чёрная пешка · e1 чёрный слон · h1 белый слон | a8 чёрный король · d8 белый конь · f8 чёрный конь · a7 белая пешка · h7 чёрная пешка · b6 белый слон · e5 белая пешка · h5 чёрная ладья · a4 чёрная пешка · c4 чёрная пешка · d4 белая пешка · e4 белый король · f4 белая пешка · a3 чёрный ферзь · b3 чёрная пешка · d3 чёрная пешка · e3 белая пешка · a2 чёрная ладья · b2 белая пешка · c2 чёрная пешка · e2 белый конь · h2 чёрная пешка · e1 чёрный слон · h1 белый слон | a8 чёрный король · d8 белый конь · f8 чёрный конь · a7 белая пешка · h7 чёрная пешка · b6 белый слон · e5 белая пешка · h5 чёрная ладья · a4 чёрная пешка · c4 чёрная пешка · d4 белая пешка · e4 белый король · f4 белая пешка · a3 чёрный ферзь · b3 чёрная пешка · d3 чёрная пешка · e3 белая пешка · a2 чёрная ладья · b2 белая пешка · c2 чёрная пешка · e2 белый конь · h2 чёрная пешка · e1 чёрный слон · h1 белый слон | a8 чёрный король · d8 белый конь · f8 чёрный конь · a7 белая пешка · h7 чёрная пешка · b6 белый слон · e5 белая пешка · h5 чёрная ладья · a4 чёрная пешка · c4 чёрная пешка · d4 белая пешка · e4 белый король · f4 белая пешка · a3 чёрный ферзь · b3 чёрная пешка · d3 чёрная пешка · e3 белая пешка · a2 чёрная ладья · b2 белая пешка · c2 чёрная пешка · e2 белый конь · h2 чёрная пешка · e1 чёрный слон · h1 белый слон | 6 |
| 5 | a8 чёрный король · d8 белый конь · f8 чёрный конь · a7 белая пешка · h7 чёрная пешка · b6 белый слон · e5 белая пешка · h5 чёрная ладья · a4 чёрная пешка · c4 чёрная пешка · d4 белая пешка · e4 белый король · f4 белая пешка · a3 чёрный ферзь · b3 чёрная пешка · d3 чёрная пешка · e3 белая пешка · a2 чёрная ладья · b2 белая пешка · c2 чёрная пешка · e2 белый конь · h2 чёрная пешка · e1 чёрный слон · h1 белый слон | a8 чёрный король · d8 белый конь · f8 чёрный конь · a7 белая пешка · h7 чёрная пешка · b6 белый слон · e5 белая пешка · h5 чёрная ладья · a4 чёрная пешка · c4 чёрная пешка · d4 белая пешка · e4 белый король · f4 белая пешка · a3 чёрный ферзь · b3 чёрная пешка · d3 чёрная пешка · e3 белая пешка · a2 чёрная ладья · b2 белая пешка · c2 чёрная пешка · e2 белый конь · h2 чёрная пешка · e1 чёрный слон · h1 белый слон | a8 чёрный король · d8 белый конь · f8 чёрный конь · a7 белая пешка · h7 чёрная пешка · b6 белый слон · e5 белая пешка · h5 чёрная ладья · a4 чёрная пешка · c4 чёрная пешка · d4 белая пешка · e4 белый король · f4 белая пешка · a3 чёрный ферзь · b3 чёрная пешка · d3 чёрная пешка · e3 белая пешка · a2 чёрная ладья · b2 белая пешка · c2 чёрная пешка · e2 белый конь · h2 чёрная пешка · e1 чёрный слон · h1 белый слон | a8 чёрный король · d8 белый конь · f8 чёрный конь · a7 белая пешка · h7 чёрная пешка · b6 белый слон · e5 белая пешка · h5 чёрная ладья · a4 чёрная пешка · c4 чёрная пешка · d4 белая пешка · e4 белый король · f4 белая пешка · a3 чёрный ферзь · b3 чёрная пешка · d3 чёрная пешка · e3 белая пешка · a2 чёрная ладья · b2 белая пешка · c2 чёрная пешка · e2 белый конь · h2 чёрная пешка · e1 чёрный слон · h1 белый слон | a8 чёрный король · d8 белый конь · f8 чёрный конь · a7 белая пешка · h7 чёрная пешка · b6 белый слон · e5 белая пешка · h5 чёрная ладья · a4 чёрная пешка · c4 чёрная пешка · d4 белая пешка · e4 белый король · f4 белая пешка · a3 чёрный ферзь · b3 чёрная пешка · d3 чёрная пешка · e3 белая пешка · a2 чёрная ладья · b2 белая пешка · c2 чёрная пешка · e2 белый конь · h2 чёрная пешка · e1 чёрный слон · h1 белый слон | a8 чёрный король · d8 белый конь · f8 чёрный конь · a7 белая пешка · h7 чёрная пешка · b6 белый слон · e5 белая пешка · h5 чёрная ладья · a4 чёрная пешка · c4 чёрная пешка · d4 белая пешка · e4 белый король · f4 белая пешка · a3 чёрный ферзь · b3 чёрная пешка · d3 чёрная пешка · e3 белая пешка · a2 чёрная ладья · b2 белая пешка · c2 чёрная пешка · e2 белый конь · h2 чёрная пешка · e1 чёрный слон · h1 белый слон | a8 чёрный король · d8 белый конь · f8 чёрный конь · a7 белая пешка · h7 чёрная пешка · b6 белый слон · e5 белая пешка · h5 чёрная ладья · a4 чёрная пешка · c4 чёрная пешка · d4 белая пешка · e4 белый король · f4 белая пешка · a3 чёрный ферзь · b3 чёрная пешка · d3 чёрная пешка · e3 белая пешка · a2 чёрная ладья · b2 белая пешка · c2 чёрная пешка · e2 белый конь · h2 чёрная пешка · e1 чёрный слон · h1 белый слон | a8 чёрный король · d8 белый конь · f8 чёрный конь · a7 белая пешка · h7 чёрная пешка · b6 белый слон · e5 белая пешка · h5 чёрная ладья · a4 чёрная пешка · c4 чёрная пешка · d4 белая пешка · e4 белый король · f4 белая пешка · a3 чёрный ферзь · b3 чёрная пешка · d3 чёрная пешка · e3 белая пешка · a2 чёрная ладья · b2 белая пешка · c2 чёрная пешка · e2 белый конь · h2 чёрная пешка · e1 чёрный слон · h1 белый слон | 5 |
| 4 | a8 чёрный король · d8 белый конь · f8 чёрный конь · a7 белая пешка · h7 чёрная пешка · b6 белый слон · e5 белая пешка · h5 чёрная ладья · a4 чёрная пешка · c4 чёрная пешка · d4 белая пешка · e4 белый король · f4 белая пешка · a3 чёрный ферзь · b3 чёрная пешка · d3 чёрная пешка · e3 белая пешка · a2 чёрная ладья · b2 белая пешка · c2 чёрная пешка · e2 белый конь · h2 чёрная пешка · e1 чёрный слон · h1 белый слон | a8 чёрный король · d8 белый конь · f8 чёрный конь · a7 белая пешка · h7 чёрная пешка · b6 белый слон · e5 белая пешка · h5 чёрная ладья · a4 чёрная пешка · c4 чёрная пешка · d4 белая пешка · e4 белый король · f4 белая пешка · a3 чёрный ферзь · b3 чёрная пешка · d3 чёрная пешка · e3 белая пешка · a2 чёрная ладья · b2 белая пешка · c2 чёрная пешка · e2 белый конь · h2 чёрная пешка · e1 чёрный слон · h1 белый слон | a8 чёрный король · d8 белый конь · f8 чёрный конь · a7 белая пешка · h7 чёрная пешка · b6 белый слон · e5 белая пешка · h5 чёрная ладья · a4 чёрная пешка · c4 чёрная пешка · d4 белая пешка · e4 белый король · f4 белая пешка · a3 чёрный ферзь · b3 чёрная пешка · d3 чёрная пешка · e3 белая пешка · a2 чёрная ладья · b2 белая пешка · c2 чёрная пешка · e2 белый конь · h2 чёрная пешка · e1 чёрный слон · h1 белый слон | a8 чёрный король · d8 белый конь · f8 чёрный конь · a7 белая пешка · h7 чёрная пешка · b6 белый слон · e5 белая пешка · h5 чёрная ладья · a4 чёрная пешка · c4 чёрная пешка · d4 белая пешка · e4 белый король · f4 белая пешка · a3 чёрный ферзь · b3 чёрная пешка · d3 чёрная пешка · e3 белая пешка · a2 чёрная ладья · b2 белая пешка · c2 чёрная пешка · e2 белый конь · h2 чёрная пешка · e1 чёрный слон · h1 белый слон | a8 чёрный король · d8 белый конь · f8 чёрный конь · a7 белая пешка · h7 чёрная пешка · b6 белый слон · e5 белая пешка · h5 чёрная ладья · a4 чёрная пешка · c4 чёрная пешка · d4 белая пешка · e4 белый король · f4 белая пешка · a3 чёрный ферзь · b3 чёрная пешка · d3 чёрная пешка · e3 белая пешка · a2 чёрная ладья · b2 белая пешка · c2 чёрная пешка · e2 белый конь · h2 чёрная пешка · e1 чёрный слон · h1 белый слон | a8 чёрный король · d8 белый конь · f8 чёрный конь · a7 белая пешка · h7 чёрная пешка · b6 белый слон · e5 белая пешка · h5 чёрная ладья · a4 чёрная пешка · c4 чёрная пешка · d4 белая пешка · e4 белый король · f4 белая пешка · a3 чёрный ферзь · b3 чёрная пешка · d3 чёрная пешка · e3 белая пешка · a2 чёрная ладья · b2 белая пешка · c2 чёрная пешка · e2 белый конь · h2 чёрная пешка · e1 чёрный слон · h1 белый слон | a8 чёрный король · d8 белый конь · f8 чёрный конь · a7 белая пешка · h7 чёрная пешка · b6 белый слон · e5 белая пешка · h5 чёрная ладья · a4 чёрная пешка · c4 чёрная пешка · d4 белая пешка · e4 белый король · f4 белая пешка · a3 чёрный ферзь · b3 чёрная пешка · d3 чёрная пешка · e3 белая пешка · a2 чёрная ладья · b2 белая пешка · c2 чёрная пешка · e2 белый конь · h2 чёрная пешка · e1 чёрный слон · h1 белый слон | a8 чёрный король · d8 белый конь · f8 чёрный конь · a7 белая пешка · h7 чёрная пешка · b6 белый слон · e5 белая пешка · h5 чёрная ладья · a4 чёрная пешка · c4 чёрная пешка · d4 белая пешка · e4 белый король · f4 белая пешка · a3 чёрный ферзь · b3 чёрная пешка · d3 чёрная пешка · e3 белая пешка · a2 чёрная ладья · b2 белая пешка · c2 чёрная пешка · e2 белый конь · h2 чёрная пешка · e1 чёрный слон · h1 белый слон | 4 |
| 3 | a8 чёрный король · d8 белый конь · f8 чёрный конь · a7 белая пешка · h7 чёрная пешка · b6 белый слон · e5 белая пешка · h5 чёрная ладья · a4 чёрная пешка · c4 чёрная пешка · d4 белая пешка · e4 белый король · f4 белая пешка · a3 чёрный ферзь · b3 чёрная пешка · d3 чёрная пешка · e3 белая пешка · a2 чёрная ладья · b2 белая пешка · c2 чёрная пешка · e2 белый конь · h2 чёрная пешка · e1 чёрный слон · h1 белый слон | a8 чёрный король · d8 белый конь · f8 чёрный конь · a7 белая пешка · h7 чёрная пешка · b6 белый слон · e5 белая пешка · h5 чёрная ладья · a4 чёрная пешка · c4 чёрная пешка · d4 белая пешка · e4 белый король · f4 белая пешка · a3 чёрный ферзь · b3 чёрная пешка · d3 чёрная пешка · e3 белая пешка · a2 чёрная ладья · b2 белая пешка · c2 чёрная пешка · e2 белый конь · h2 чёрная пешка · e1 чёрный слон · h1 белый слон | a8 чёрный король · d8 белый конь · f8 чёрный конь · a7 белая пешка · h7 чёрная пешка · b6 белый слон · e5 белая пешка · h5 чёрная ладья · a4 чёрная пешка · c4 чёрная пешка · d4 белая пешка · e4 белый король · f4 белая пешка · a3 чёрный ферзь · b3 чёрная пешка · d3 чёрная пешка · e3 белая пешка · a2 чёрная ладья · b2 белая пешка · c2 чёрная пешка · e2 белый конь · h2 чёрная пешка · e1 чёрный слон · h1 белый слон | a8 чёрный король · d8 белый конь · f8 чёрный конь · a7 белая пешка · h7 чёрная пешка · b6 белый слон · e5 белая пешка · h5 чёрная ладья · a4 чёрная пешка · c4 чёрная пешка · d4 белая пешка · e4 белый король · f4 белая пешка · a3 чёрный ферзь · b3 чёрная пешка · d3 чёрная пешка · e3 белая пешка · a2 чёрная ладья · b2 белая пешка · c2 чёрная пешка · e2 белый конь · h2 чёрная пешка · e1 чёрный слон · h1 белый слон | a8 чёрный король · d8 белый конь · f8 чёрный конь · a7 белая пешка · h7 чёрная пешка · b6 белый слон · e5 белая пешка · h5 чёрная ладья · a4 чёрная пешка · c4 чёрная пешка · d4 белая пешка · e4 белый король · f4 белая пешка · a3 чёрный ферзь · b3 чёрная пешка · d3 чёрная пешка · e3 белая пешка · a2 чёрная ладья · b2 белая пешка · c2 чёрная пешка · e2 белый конь · h2 чёрная пешка · e1 чёрный слон · h1 белый слон | a8 чёрный король · d8 белый конь · f8 чёрный конь · a7 белая пешка · h7 чёрная пешка · b6 белый слон · e5 белая пешка · h5 чёрная ладья · a4 чёрная пешка · c4 чёрная пешка · d4 белая пешка · e4 белый король · f4 белая пешка · a3 чёрный ферзь · b3 чёрная пешка · d3 чёрная пешка · e3 белая пешка · a2 чёрная ладья · b2 белая пешка · c2 чёрная пешка · e2 белый конь · h2 чёрная пешка · e1 чёрный слон · h1 белый слон | a8 чёрный король · d8 белый конь · f8 чёрный конь · a7 белая пешка · h7 чёрная пешка · b6 белый слон · e5 белая пешка · h5 чёрная ладья · a4 чёрная пешка · c4 чёрная пешка · d4 белая пешка · e4 белый король · f4 белая пешка · a3 чёрный ферзь · b3 чёрная пешка · d3 чёрная пешка · e3 белая пешка · a2 чёрная ладья · b2 белая пешка · c2 чёрная пешка · e2 белый конь · h2 чёрная пешка · e1 чёрный слон · h1 белый слон | a8 чёрный король · d8 белый конь · f8 чёрный конь · a7 белая пешка · h7 чёрная пешка · b6 белый слон · e5 белая пешка · h5 чёрная ладья · a4 чёрная пешка · c4 чёрная пешка · d4 белая пешка · e4 белый король · f4 белая пешка · a3 чёрный ферзь · b3 чёрная пешка · d3 чёрная пешка · e3 белая пешка · a2 чёрная ладья · b2 белая пешка · c2 чёрная пешка · e2 белый конь · h2 чёрная пешка · e1 чёрный слон · h1 белый слон | 3 |
| 2 | a8 чёрный король · d8 белый конь · f8 чёрный конь · a7 белая пешка · h7 чёрная пешка · b6 белый слон · e5 белая пешка · h5 чёрная ладья · a4 чёрная пешка · c4 чёрная пешка · d4 белая пешка · e4 белый король · f4 белая пешка · a3 чёрный ферзь · b3 чёрная пешка · d3 чёрная пешка · e3 белая пешка · a2 чёрная ладья · b2 белая пешка · c2 чёрная пешка · e2 белый конь · h2 чёрная пешка · e1 чёрный слон · h1 белый слон | a8 чёрный король · d8 белый конь · f8 чёрный конь · a7 белая пешка · h7 чёрная пешка · b6 белый слон · e5 белая пешка · h5 чёрная ладья · a4 чёрная пешка · c4 чёрная пешка · d4 белая пешка · e4 белый король · f4 белая пешка · a3 чёрный ферзь · b3 чёрная пешка · d3 чёрная пешка · e3 белая пешка · a2 чёрная ладья · b2 белая пешка · c2 чёрная пешка · e2 белый конь · h2 чёрная пешка · e1 чёрный слон · h1 белый слон | a8 чёрный король · d8 белый конь · f8 чёрный конь · a7 белая пешка · h7 чёрная пешка · b6 белый слон · e5 белая пешка · h5 чёрная ладья · a4 чёрная пешка · c4 чёрная пешка · d4 белая пешка · e4 белый король · f4 белая пешка · a3 чёрный ферзь · b3 чёрная пешка · d3 чёрная пешка · e3 белая пешка · a2 чёрная ладья · b2 белая пешка · c2 чёрная пешка · e2 белый конь · h2 чёрная пешка · e1 чёрный слон · h1 белый слон | a8 чёрный король · d8 белый конь · f8 чёрный конь · a7 белая пешка · h7 чёрная пешка · b6 белый слон · e5 белая пешка · h5 чёрная ладья · a4 чёрная пешка · c4 чёрная пешка · d4 белая пешка · e4 белый король · f4 белая пешка · a3 чёрный ферзь · b3 чёрная пешка · d3 чёрная пешка · e3 белая пешка · a2 чёрная ладья · b2 белая пешка · c2 чёрная пешка · e2 белый конь · h2 чёрная пешка · e1 чёрный слон · h1 белый слон | a8 чёрный король · d8 белый конь · f8 чёрный конь · a7 белая пешка · h7 чёрная пешка · b6 белый слон · e5 белая пешка · h5 чёрная ладья · a4 чёрная пешка · c4 чёрная пешка · d4 белая пешка · e4 белый король · f4 белая пешка · a3 чёрный ферзь · b3 чёрная пешка · d3 чёрная пешка · e3 белая пешка · a2 чёрная ладья · b2 белая пешка · c2 чёрная пешка · e2 белый конь · h2 чёрная пешка · e1 чёрный слон · h1 белый слон | a8 чёрный король · d8 белый конь · f8 чёрный конь · a7 белая пешка · h7 чёрная пешка · b6 белый слон · e5 белая пешка · h5 чёрная ладья · a4 чёрная пешка · c4 чёрная пешка · d4 белая пешка · e4 белый король · f4 белая пешка · a3 чёрный ферзь · b3 чёрная пешка · d3 чёрная пешка · e3 белая пешка · a2 чёрная ладья · b2 белая пешка · c2 чёрная пешка · e2 белый конь · h2 чёрная пешка · e1 чёрный слон · h1 белый слон | a8 чёрный король · d8 белый конь · f8 чёрный конь · a7 белая пешка · h7 чёрная пешка · b6 белый слон · e5 белая пешка · h5 чёрная ладья · a4 чёрная пешка · c4 чёрная пешка · d4 белая пешка · e4 белый король · f4 белая пешка · a3 чёрный ферзь · b3 чёрная пешка · d3 чёрная пешка · e3 белая пешка · a2 чёрная ладья · b2 белая пешка · c2 чёрная пешка · e2 белый конь · h2 чёрная пешка · e1 чёрный слон · h1 белый слон | a8 чёрный король · d8 белый конь · f8 чёрный конь · a7 белая пешка · h7 чёрная пешка · b6 белый слон · e5 белая пешка · h5 чёрная ладья · a4 чёрная пешка · c4 чёрная пешка · d4 белая пешка · e4 белый король · f4 белая пешка · a3 чёрный ферзь · b3 чёрная пешка · d3 чёрная пешка · e3 белая пешка · a2 чёрная ладья · b2 белая пешка · c2 чёрная пешка · e2 белый конь · h2 чёрная пешка · e1 чёрный слон · h1 белый слон | 2 |
| 1 | a8 чёрный король · d8 белый конь · f8 чёрный конь · a7 белая пешка · h7 чёрная пешка · b6 белый слон · e5 белая пешка · h5 чёрная ладья · a4 чёрная пешка · c4 чёрная пешка · d4 белая пешка · e4 белый король · f4 белая пешка · a3 чёрный ферзь · b3 чёрная пешка · d3 чёрная пешка · e3 белая пешка · a2 чёрная ладья · b2 белая пешка · c2 чёрная пешка · e2 белый конь · h2 чёрная пешка · e1 чёрный слон · h1 белый слон | a8 чёрный король · d8 белый конь · f8 чёрный конь · a7 белая пешка · h7 чёрная пешка · b6 белый слон · e5 белая пешка · h5 чёрная ладья · a4 чёрная пешка · c4 чёрная пешка · d4 белая пешка · e4 белый король · f4 белая пешка · a3 чёрный ферзь · b3 чёрная пешка · d3 чёрная пешка · e3 белая пешка · a2 чёрная ладья · b2 белая пешка · c2 чёрная пешка · e2 белый конь · h2 чёрная пешка · e1 чёрный слон · h1 белый слон | a8 чёрный король · d8 белый конь · f8 чёрный конь · a7 белая пешка · h7 чёрная пешка · b6 белый слон · e5 белая пешка · h5 чёрная ладья · a4 чёрная пешка · c4 чёрная пешка · d4 белая пешка · e4 белый король · f4 белая пешка · a3 чёрный ферзь · b3 чёрная пешка · d3 чёрная пешка · e3 белая пешка · a2 чёрная ладья · b2 белая пешка · c2 чёрная пешка · e2 белый конь · h2 чёрная пешка · e1 чёрный слон · h1 белый слон | a8 чёрный король · d8 белый конь · f8 чёрный конь · a7 белая пешка · h7 чёрная пешка · b6 белый слон · e5 белая пешка · h5 чёрная ладья · a4 чёрная пешка · c4 чёрная пешка · d4 белая пешка · e4 белый король · f4 белая пешка · a3 чёрный ферзь · b3 чёрная пешка · d3 чёрная пешка · e3 белая пешка · a2 чёрная ладья · b2 белая пешка · c2 чёрная пешка · e2 белый конь · h2 чёрная пешка · e1 чёрный слон · h1 белый слон | a8 чёрный король · d8 белый конь · f8 чёрный конь · a7 белая пешка · h7 чёрная пешка · b6 белый слон · e5 белая пешка · h5 чёрная ладья · a4 чёрная пешка · c4 чёрная пешка · d4 белая пешка · e4 белый король · f4 белая пешка · a3 чёрный ферзь · b3 чёрная пешка · d3 чёрная пешка · e3 белая пешка · a2 чёрная ладья · b2 белая пешка · c2 чёрная пешка · e2 белый конь · h2 чёрная пешка · e1 чёрный слон · h1 белый слон | a8 чёрный король · d8 белый конь · f8 чёрный конь · a7 белая пешка · h7 чёрная пешка · b6 белый слон · e5 белая пешка · h5 чёрная ладья · a4 чёрная пешка · c4 чёрная пешка · d4 белая пешка · e4 белый король · f4 белая пешка · a3 чёрный ферзь · b3 чёрная пешка · d3 чёрная пешка · e3 белая пешка · a2 чёрная ладья · b2 белая пешка · c2 чёрная пешка · e2 белый конь · h2 чёрная пешка · e1 чёрный слон · h1 белый слон | a8 чёрный король · d8 белый конь · f8 чёрный конь · a7 белая пешка · h7 чёрная пешка · b6 белый слон · e5 белая пешка · h5 чёрная ладья · a4 чёрная пешка · c4 чёрная пешка · d4 белая пешка · e4 белый король · f4 белая пешка · a3 чёрный ферзь · b3 чёрная пешка · d3 чёрная пешка · e3 белая пешка · a2 чёрная ладья · b2 белая пешка · c2 чёрная пешка · e2 белый конь · h2 чёрная пешка · e1 чёрный слон · h1 белый слон | a8 чёрный король · d8 белый конь · f8 чёрный конь · a7 белая пешка · h7 чёрная пешка · b6 белый слон · e5 белая пешка · h5 чёрная ладья · a4 чёрная пешка · c4 чёрная пешка · d4 белая пешка · e4 белый король · f4 белая пешка · a3 чёрный ферзь · b3 чёрная пешка · d3 чёрная пешка · e3 белая пешка · a2 чёрная ладья · b2 белая пешка · c2 чёрная пешка · e2 белый конь · h2 чёрная пешка · e1 чёрный слон · h1 белый слон | 1 |
|   | a | b | c | d | e | f | g | h |   |

Мат в 8 ходов.
Ложный след:

1.Kрd5? c1Ф! 2.К:c1 Ф:b2!
Решение:

1.Kрf3! Лh4 2.Kрg2 de 3.Kрf3 c1К 4.Kрe4 Лh5 5.Kрd5 Фb4 6.Kрc6 (угроза 7.Крс7#) 6...Фe7 7.Kрb5+ Фb7 8.С:b7#
Логическая задача с движением белого короля взад-вперёд. Тема Хольста — главный план белых отражается превращением чёрной пешки в ферзя. Предварительным планом белые вынуждают превращение чёрной пешки в коня, после чего проводят главный план.

## Интересные факты
- По воспоминаниям одного из близких друзей Нормана, неоднократного чемпиона Южной Африки Дэвида Фридгуда, однажды во время своей военной службы Маклауд, после долгой поездки в полном обмундировании, умудрился оставить в поезде свою винтовку! Норману пришлось приобрести тогда другую винтовку и, по его словам, «никто этой подмены не заметил»[2][5].
- Так совпало, что известный британский проблемист Джеральд Андерсон работал в посольстве в Вашингтоне в то время, когда там был в командировке Маклауд, и известно, что он даже подписывал чеки Нормана[1].
- Любопытная история с Маклаудом произошла в Париже, во времена его активной карьеры как шахматного игрока. Испытывая нехватку средств, он решил подзаработать игрой на ставку в знаменитом «Кафе де ля Режанс». К своему несчастью, по незнанию он выбрал в качестве «жертвы» известного русского эмигранта, гроссмейстера Николаса Россолимо. Роли поменялись и «охотник» сам стал жертвой, проиграв за четыре партии несколько тысяч франков. Но не всё было потеряно. Норман рассказал Россолимо о своих финансовых затруднениях и тот, хорошо знакомый с местным раскладом сил, подсказал кого из посетителей можно выбрать в качестве лёгкой добычи. В результате к концу вечера Норман оказался в значительном выигрыше[34], навечно благодарным Россолимо[2][5].
- Аналогичная история произошла несколькими годами позже и также была связана с Россолимо. Посетив «Шахматное кафе» Россолимо в Гринвич-Виллидж в Нью-Йорке, Маклауд опять пал жертвой «охотника», на этот раз им был чемпион мира среди юниоров Хулио Каплан. И опять неожиданный поворот событий — Каплан отказался принять выигранные деньги, поскольку посчитал, что это испортило бы полученное от игры удовольствие![2][5]
- Музыка была всегда на первом месте в доме Маклаудов. Норман постоянно слушал музыку, составляя шахматные задачи. Его интересы были всесторонними, от Пинк Флойд до Альфреда Шнитке. Он знал творчество и биографии многих композиторов, особенно Моцарта, чьи сочинения не только любил, но и мог указать номер по каталогу Кёхеля для любого произведения. Норман собрал большую коллекцию музыкальных записей (на разных типах носителей) и некоторые из записанных произведений знал весьма глубоко. К примеру, у него было не меньше шести различных версий исполнения «Волшебной флейты», и он любил их сопоставлять в присутствии всех, кто разделял его увлечение[2].
- Большой любитель добрых шуток и розыгрышей, Норман умел придумать нечто необыкновенное и на посту редактора журнала по шахматной композиции. Марьян Ковачевич рассказывал[12], что Маклауд использовал оригинальный и необидный способ отказать в публикации композиторам, которые присылали в журнал множество задач невысокого качества. Сначала он находил одну некорректную задачу такого автора. Затем посылал два письма, в первом из которых писал, что принимает эту задачу для публикации, а во втором, спустя некоторое время, с сожалением отмечал, что задача оказалась некорректной[12].
- Дочь Маклауда Хизер и её муж Джон — убеждённые сторонники защиты природы. С 1987 по 1991 год они участвовали в экологическом проекте в тропических джунглях Камеруна. Там родился их первый сын, Мконг Моте (англ. Mkong Moteh), который был назван в честь вождя местного племени. В 1990 году Норман и Дафна, с их типичной любовью к путешествиям, посетили своего первого внука и провели богатый событиями месяц со своей семьёй[1][2].